# Thorame-Haute
Thorame-Haute est une commune française située dans le département des Alpes-de-Haute-Provence, en région Provence-Alpes-Côte d'Azur.
Le nom de ses habitants est Thoramiens, et Ondraincs (ou Ondriens) pour les habitants du village d'Ondres. Les habitants des anciennes communes sont appelés Peyrescans à Peyresq, les Collaincs à La Colle-Saint-Michel.

## Géographie

Vues géographiques de la commune
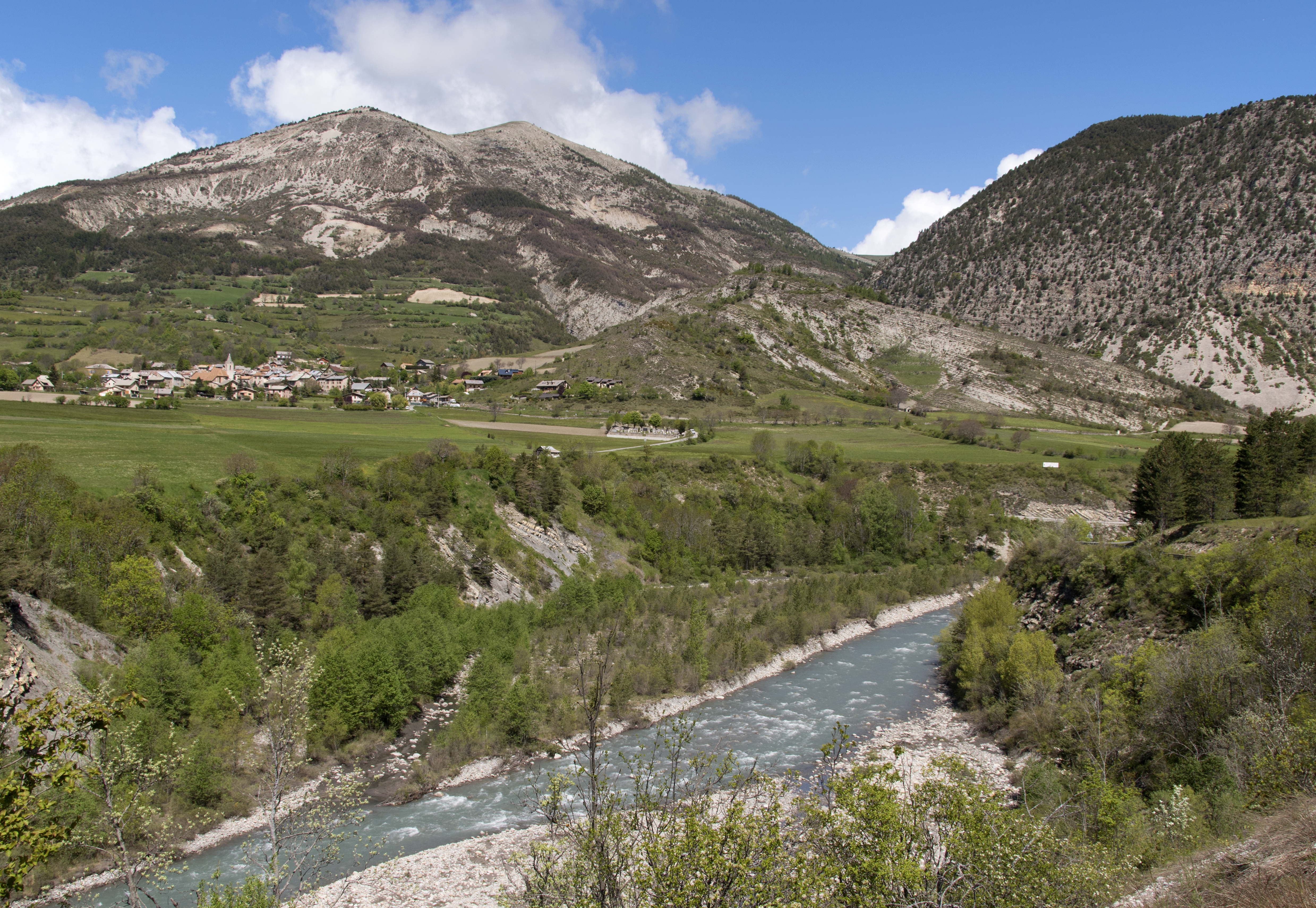
Vue d'ensemble de Thorame-Haute et du Verdon.
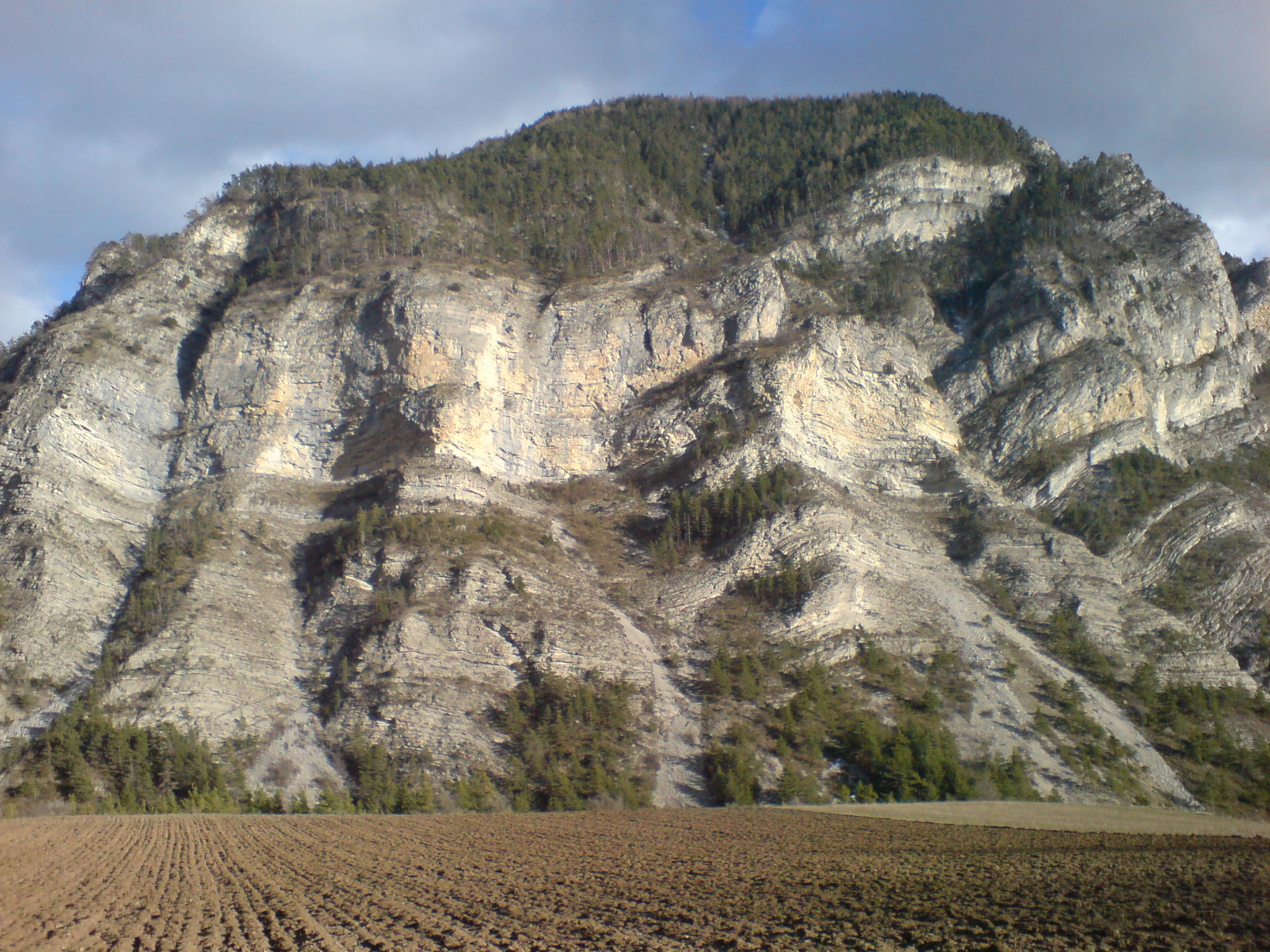
Montagne de Serpegier et rochers de Chaudeirolles.
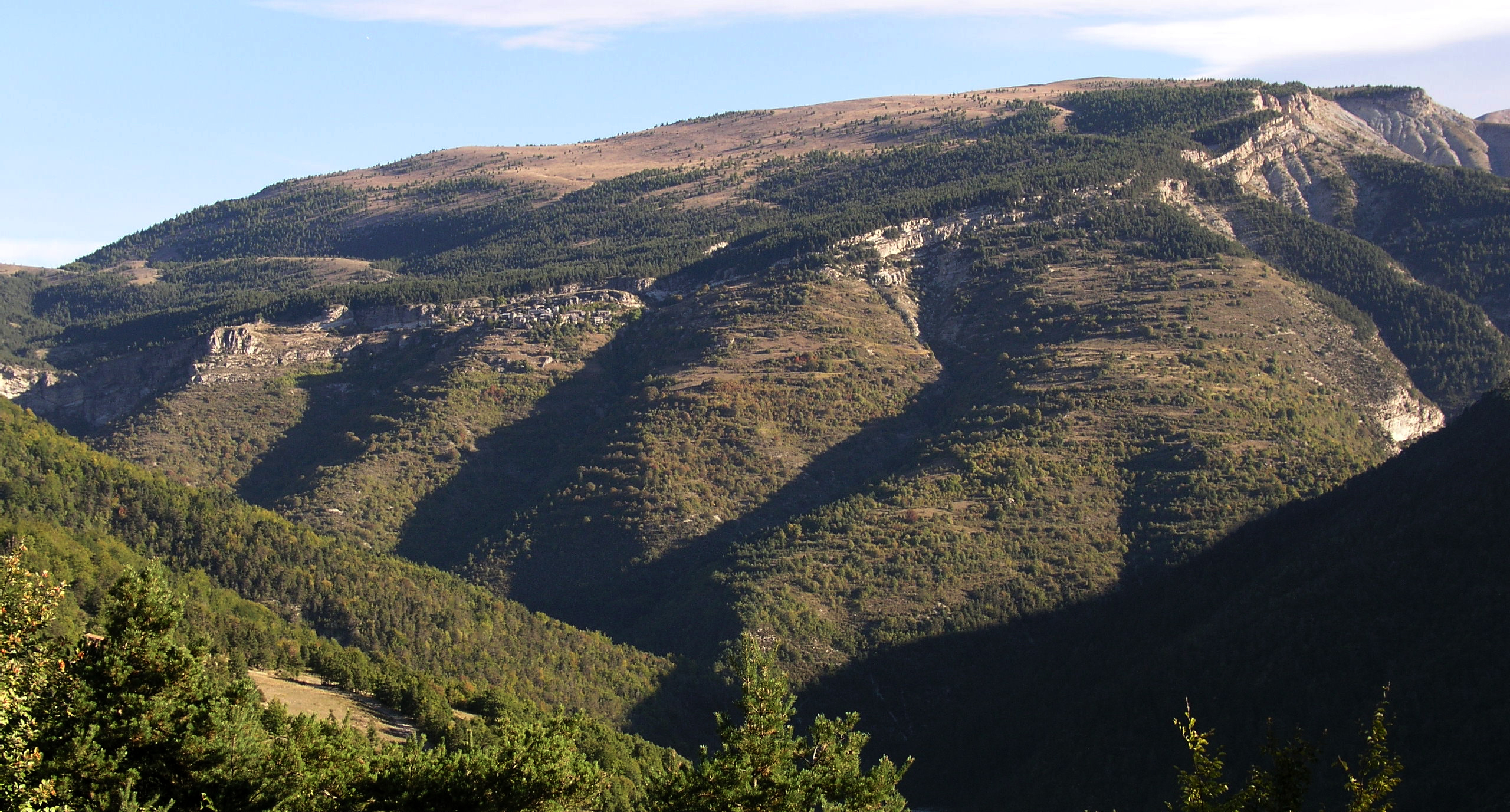
Le village de Peyresq accroché au flanc du Courradour.

### Localisation
Commune située à 7 km de Beauvezer, 10 km de Villars-Colmars, et 12 km de Colmars.

### Géologie et relief
De par son étendue de plus de 100 km2, la commune se situe parmi les plus grandes du département et au 132e rang national, le territoire abrite une large variété d'espaces naturels de faune et de flore, à travers des paysages de moyenne montagne et de haute montagne supérieure à 2 000 mètres d'altitude.
On trouve sur les sommets de plusieurs montagnes de la commune, notamment Cheïnet mais aussi du côté de Peyresq des fossiles en nombre.
Le point culminant se situe sur la montagne du Grand Coyer à 2 693 mètres d'altitude. Le point le plus bas correspond au lit du Verdon autour de 971 m. La commune est la plus en aval du Haut-Verdon.
Le village de Thorame-Haute est entouré de quatre massifs montagneux : Chamatte (2 081 m), Cheïnet (1 850 m), Serpeigier (1 718 m), et Cordœil (2 114 m).
Thorame-Haute se caractérise par l'étendue de ses terres agricoles plutôt inhabituelle dans les vallées alpines encaissées, et par son site orienté est-ouest, ce qui permet un bon ensoleillement.
On y trouve de grandes montagnes donnant de vastes pâturages (transhumances) et forêts (bois de mélèze et de pin).

### Climat
Pour des articles plus généraux, voir Climat de Provence-Alpes-Côte d'Azur et Climat des Alpes-de-Haute-Provence.
En 2010, le climat de la commune est de type climat des marges montargnardes, selon une étude du Centre national de la recherche scientifique s'appuyant sur une série de données couvrant la période 1971-2000. En 2020, Météo-France publie une typologie des climats de la France métropolitaine dans laquelle la commune est exposée à un climat de montagne ou de marges de montagne et est dans la région climatique Alpes du sud, caractérisée par une pluviométrie annuelle de 850 à 1 000 mm, minimale en été.
Pour la période 1971-2000, la température annuelle moyenne est de 9,3 °C, avec une amplitude thermique annuelle de 16,9 °C. Le cumul annuel moyen de précipitations est de 917 mm, avec 6,7 jours de précipitations en janvier et 5,5 jours en juillet. Pour la période 1991-2020, la température moyenne annuelle observée sur la station météorologique de Météo-France la plus proche, « Méailles_sapc », sur la commune de Méailles à 10 km à vol d'oiseau, est de 11,2 °C et le cumul annuel moyen de précipitations est de 1 033,2 mm. 
La température maximale relevée sur cette station est de 38,3 °C, atteinte le 28 juin 2019 ; la température minimale est de −14,2 °C, atteinte le 6 février 2012,,.
Les paramètres climatiques de la commune ont été estimés pour le milieu du siècle (2041-2070) selon différents scénarios d'émission de gaz à effet de serre à partir des nouvelles projections climatiques de référence DRIAS-2020. Ils sont consultables sur un site dédié publié par Météo-France en novembre 2022.

### Hydrographie et les eaux souterraines

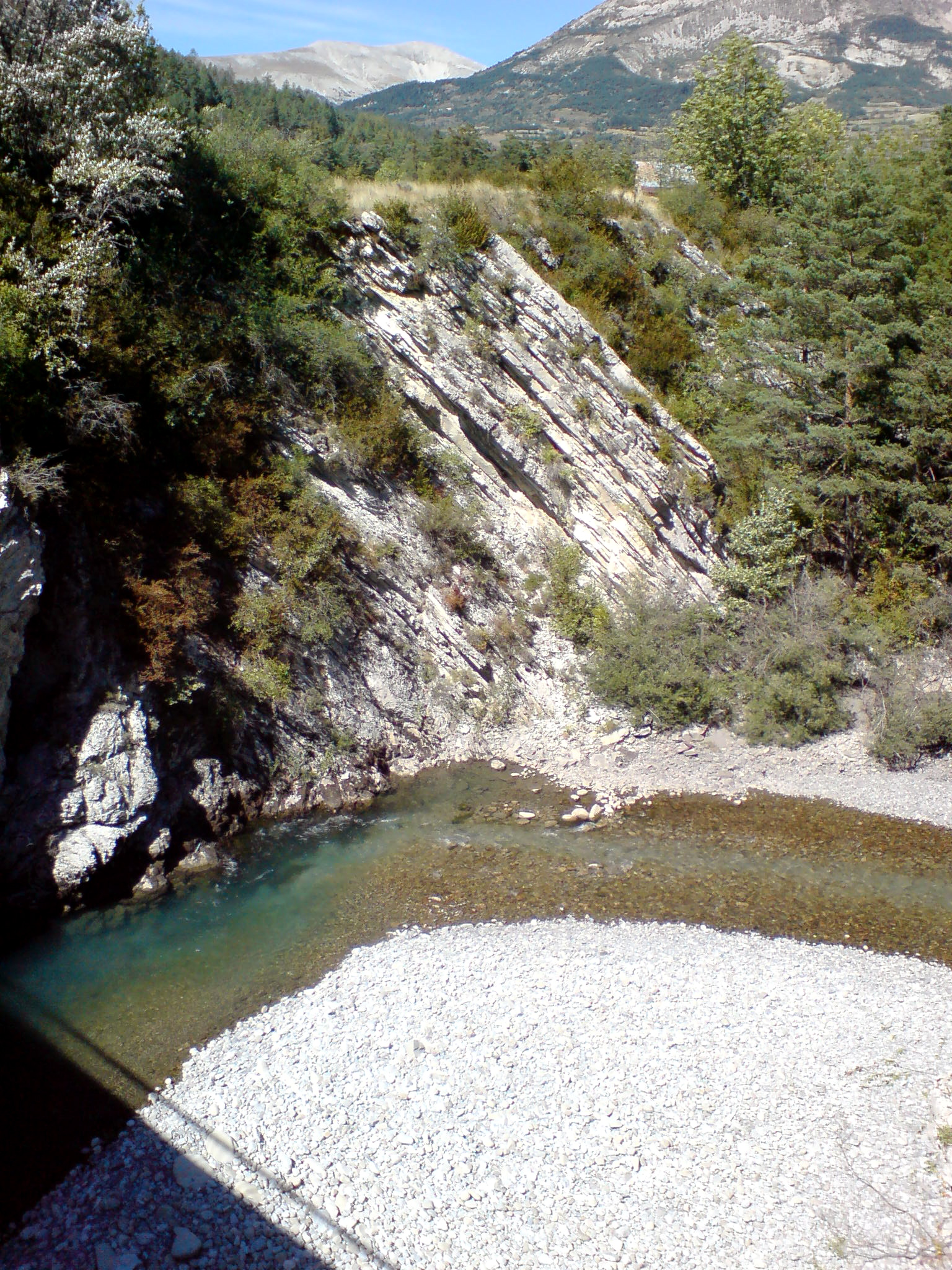
Vallée encaissée du Verdon.

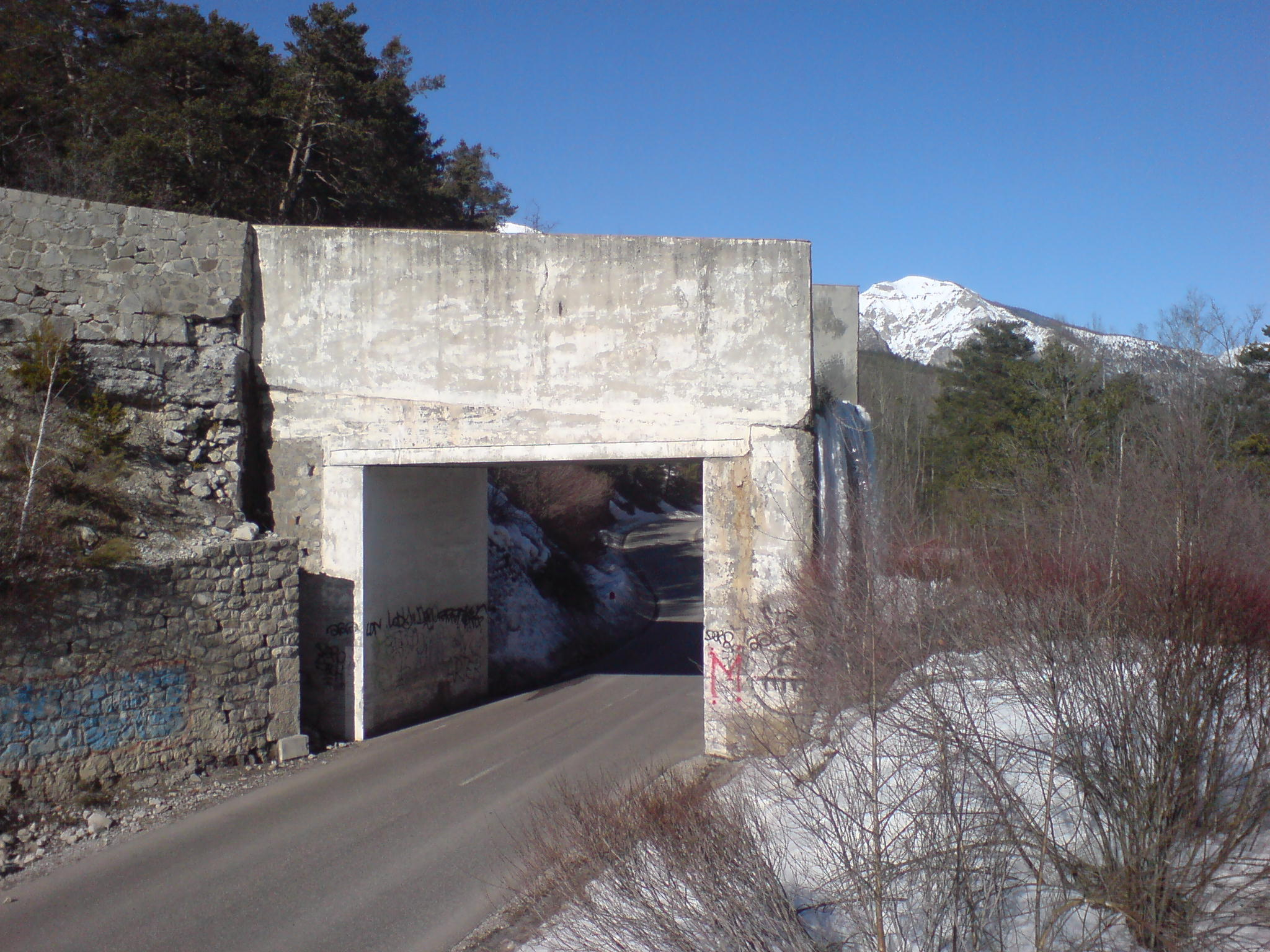
Pont-bâche du ravin de Ganon sur la D 908, limite amont de la commune.

#### Espaces aquatiques
La commune est traversée par deux rivières principales :
- le Verdon, qui la traverse sur environ 13 km ;
- la Vaïre, dont les sources se situent sur son territoire à l'est vers les limites de la commune.

On dénombre aussi :
- de nombreux torrents de montagne qui forment parfois une petite vallée, parmi ceux-ci on peut noter[10] :
  - le Riou, petit torrent qui traverse le village et rejoint le Verdon, son passage a été aménagé et recouvert au niveau de la place du village en 1907 ;
  - le Riou d’Ondres : petite vallée autrefois cultivée au pied du village du même nom ;
- ainsi que plusieurs autres « rious » désignant un ruisseau, généralement accompagnés d'un adjectif (Riou Touert, Sec, Frey, de Cordoeil…) ;
  - le torrent de Ganon au nord marque la limite avec Beauvezer et enjambe la RD908 ;
  - les gorges de Saint-Pierre, site très encaissé, constituent les limites de la commune sur la rive gauche du Verdon (le sentier étant situé sur la commune de Beauvezer).
- les ravins de saint-pierre, de la rate, du pasqueiret, de la valette,

On trouve aussi le lac des Sagnes (X2105003), « lac collinaire » artificiel créé dans les années 1960 servant à l’arrosage des champs à proximité duquel a été aménagé un espace ludique d'orientation.

### Faune et flore
La commune compte 310 ha de bois et forêts.
- Faune :

Les animaux que l'on rencontre sont essentiellement des mammifères d'altitude tels le chevreuil, le mouflon et surtout le chamois, qui est plus répandu et chassé. On trouve aussi de nombreux sangliers et quelques cerfs.
Parmi les petits gibiers, on peut citer le lièvre d'Europe et le lièvre variable (ou blanchard). La marmotte est également présente en altitude, sa chasse est interdite.
En moyenne altitude, on trouve des espèces plus communes comme les renards, blaireaux et écureuils roux, chauves-souris…
Les reptiles sont également très présents avec la couleuvre à collier, la vipère aspic ou encore le lézard vert.
Parmi les oiseaux, on trouve la grive draine (migrateur), de nombreux oiseaux de proie ainsi que nocturnes.
- Flore :

Les arbres les plus fréquents sont les pins et les mélèzes en altitude on trouve aussi des espèces de feuillus.
Parmi les espèces de fleurs d'altitude, on trouve le génépi, plante aromatique dont on tire une liqueur (sa cueillette est très réglementée), l'edelweiss, la gentiane, le lis martagon, le lis de Saint-Bruno, le Carline à feuilles d'acanthe (chardon communément appelé « soleil »).
Le territoire abrite aussi une variété de champignons parmi ceux comestibles : le lactaire délicieux (dit « sanguin »), la chanterelle et la morille.
Le territoire de Peyresq est connu pour abriter des essences rares.

Fleurs présentes à Thorame-Haute.
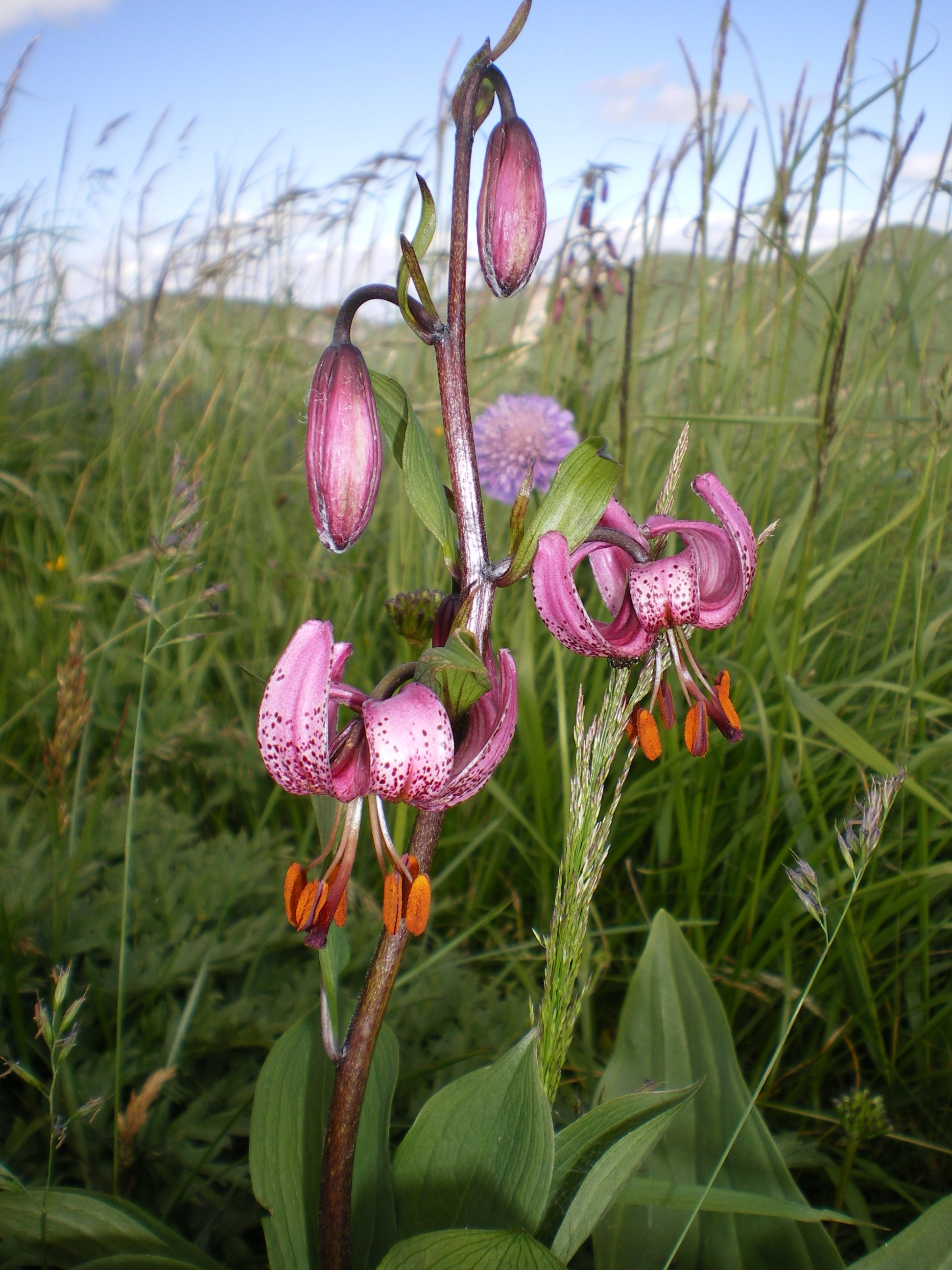
Lis martagon.
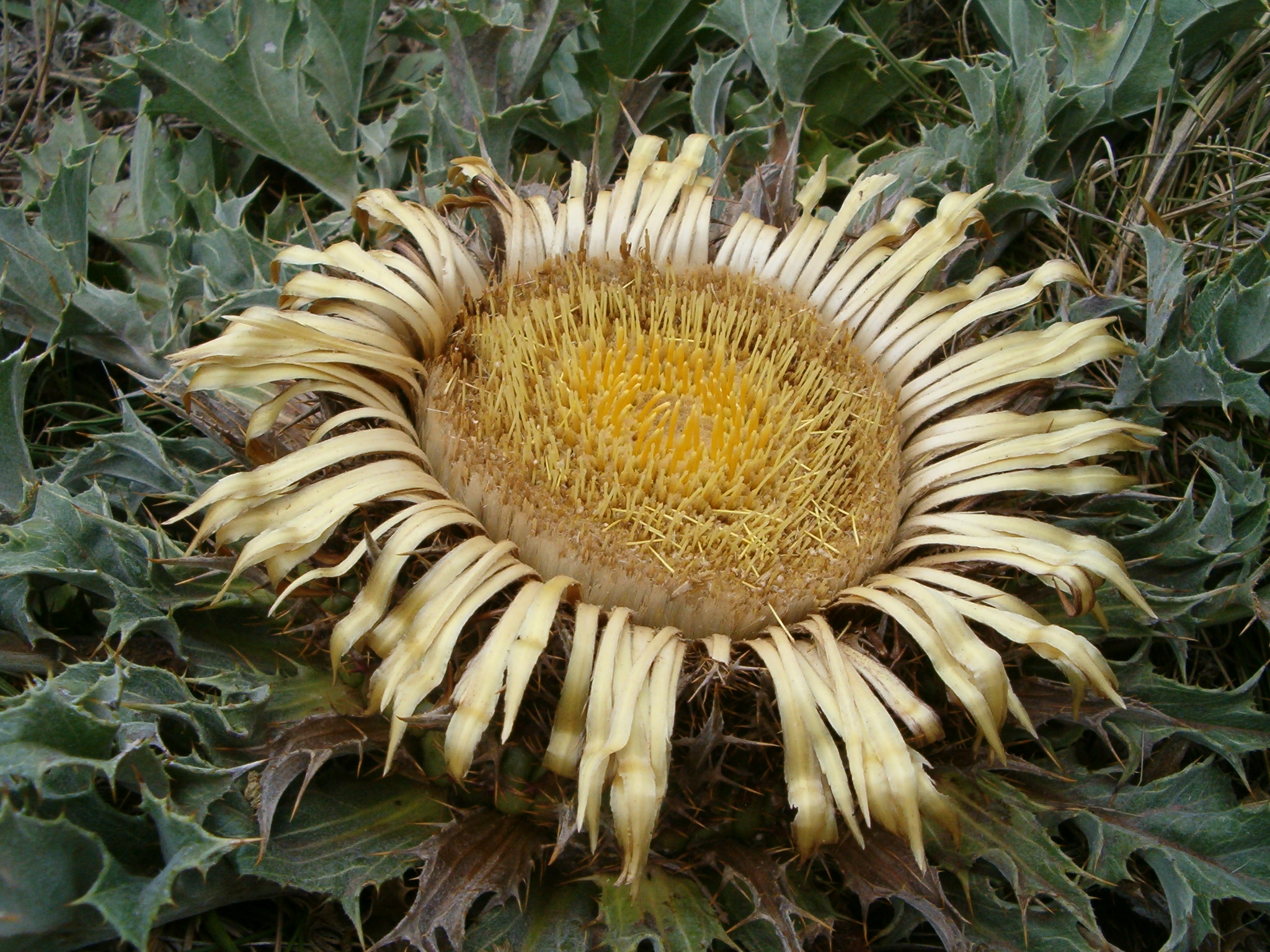
Carline à feuilles d'acanthe.
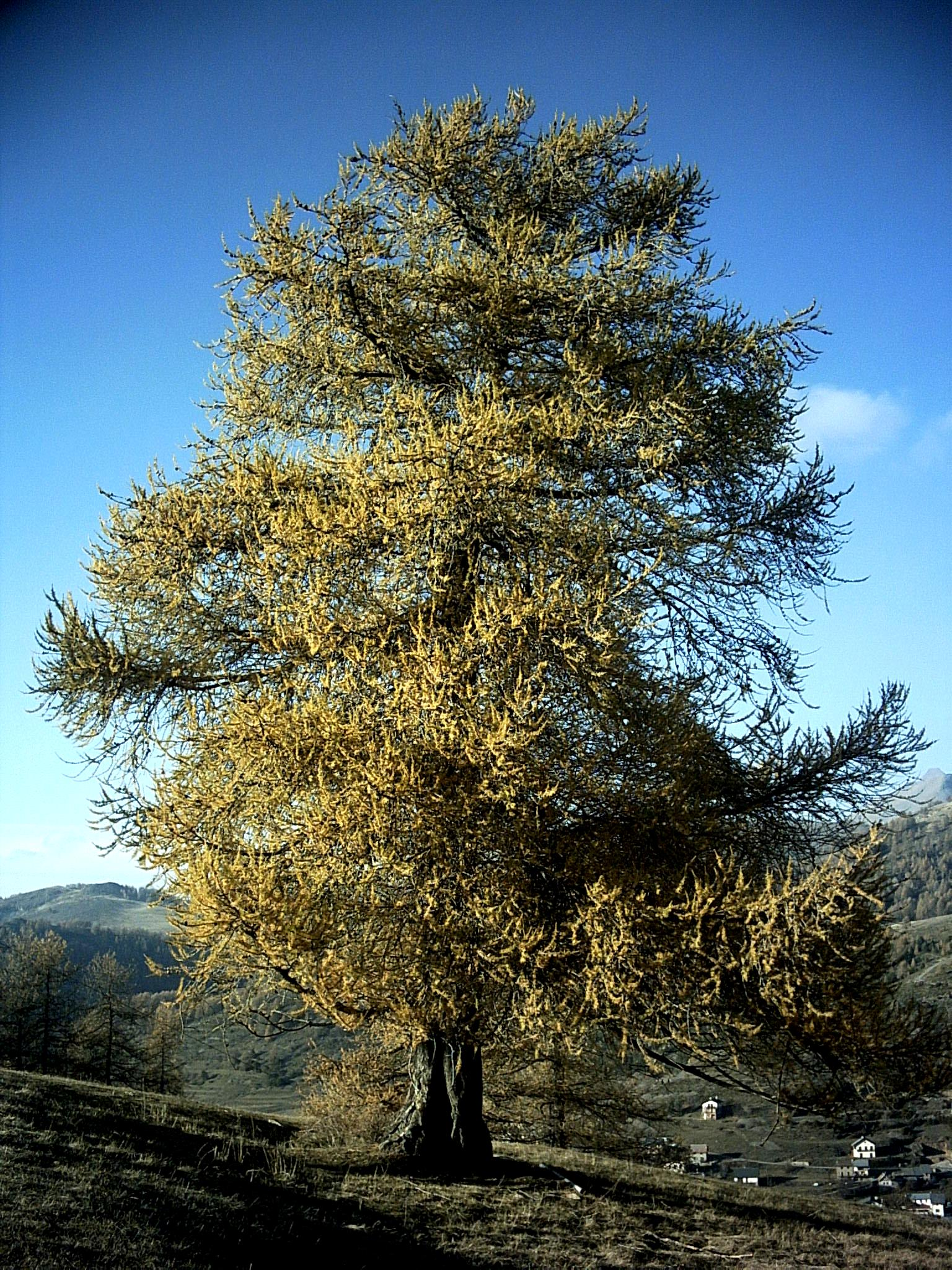
Mélèze.

### Les villages et lieux-dits
La commune se compose de plusieurs villages, hameaux et lieux-dits ayant chacun leur identité.
On peut distinguer quatre villages principaux : Thorame, Ondres (qui appartiennent tous deux au territoire « historique » de Thorame), La Colle-Saint-Michel et Peyresq qui ont été rattachés en 1974.

#### Le territoire historique de Thorame-Haute

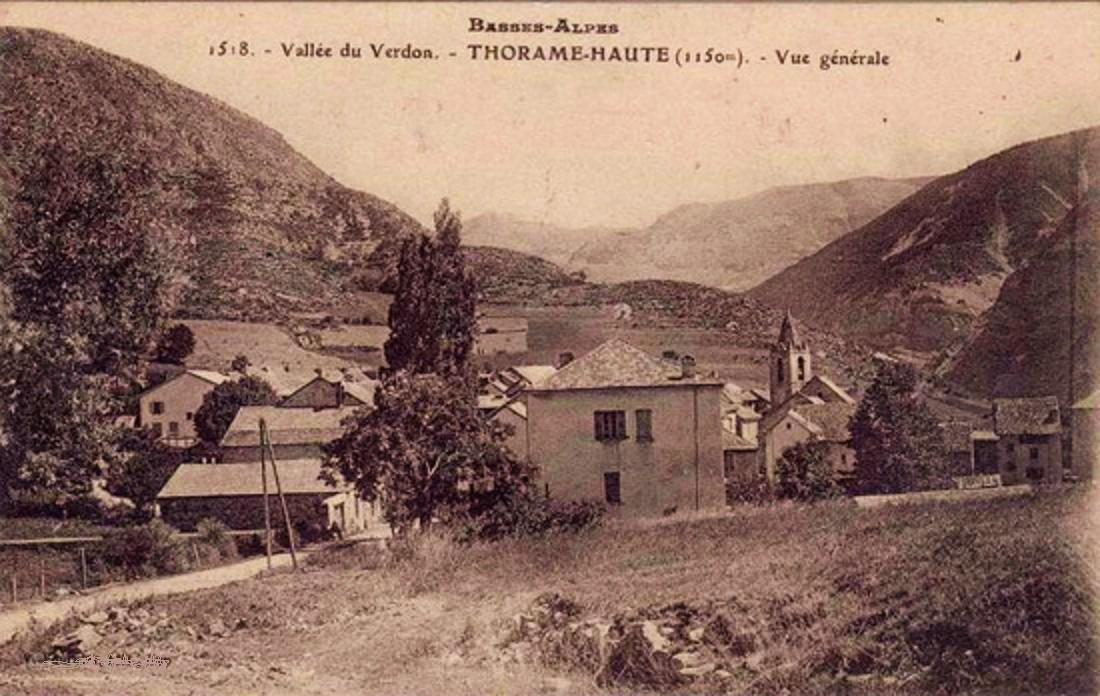
Vue générale de Thorame-Haute vers 1900

Le territoire historique de Thorame-Haute s'étendait sur 73,24 km2 jusqu'en 1974, il comprenait :
- Le village de Thorame-Haute se compose du chef-lieu proprement dit, village de moyenne montagne situé sur la rive droite du Verdon.

Quelques rues et quartiers du village
Les rues reprennent parfois les noms qui apparaissaient déjà sur le premier cadastre tracé du milieu du XIXe siècle, et qui correspondaient plutôt à des noms de quartiers tels que : Grand rue, Saint-Julien, la Rastellone, le Subret (ou Dessubret), le Peyran.
Le Riou constitue quant à lui un véritable faubourg situé au-dessus du reste du village. Il semble qu'il se soit développé à partir du XVIIe siècle pour répondre à la hausse de population. Il a pris le nom du cours d'eau qui traverse le village. De par sa structure il constitue "un village dans le village" avec ses rues ordonnées et ses deux fontaines. Autrefois, on y trouvaient un four communal et la chapelle Saint-André. Le nom du Riou n'est toutefois plus porté sur le cadastre actuel.
Autour du village, de nouveaux lotissements se sont développés tels que le Collet-des-Fourches situé environ à un kilomètre du village sur la D52, les Aires, Font-Richasse, le Coulet, l'Auche… De nouveaux autour du centre ancien.
- Thorame-Haute-Gare : s’y trouve la seule gare du Haut Verdon, la chapelle de Notre-Dame de la Fleur, quelques maisons autrefois affectées au personnel du chemin de fer et un ancien hôtel-restaurant. Train touristique à vapeur en gare de Thorame-Haute

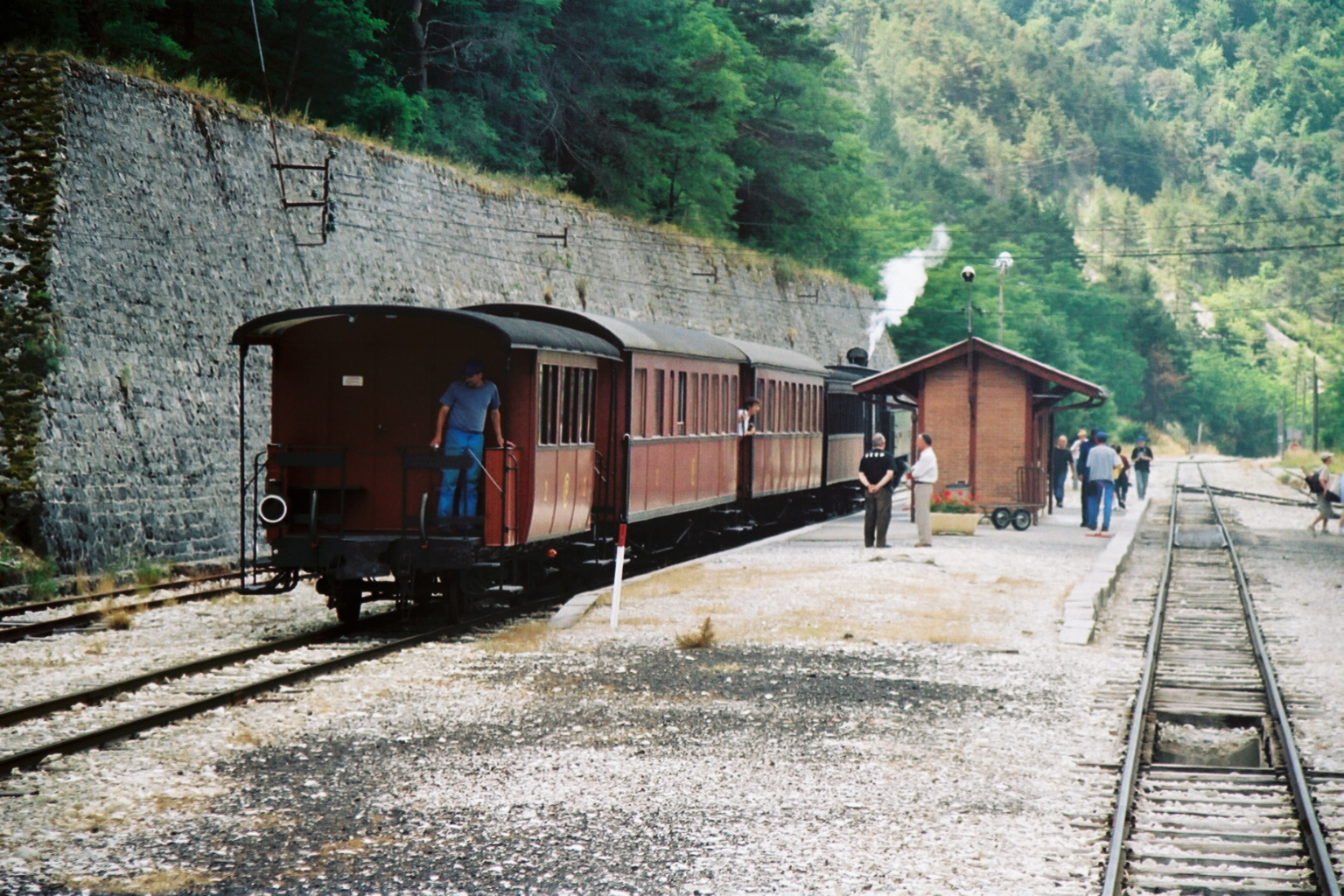
Train touristique à vapeur en gare de Thorame-Haute

Dans la vallée du Verdon, la commune compte encore plusieurs hameaux ou lieux-dits habités régulièrement tels que :
- Branchaï : ancienne ferme constituée d’un long bâtiment situé à la limite de la commune en aval et au bord du Verdon ;
- La Rivière : à proximité de la gare, ce hameau se compose de plusieurs maisons dont la plupart sont en ruine, d'autres régulièrement occupées. On y trouvait autrefois un four communal et la chapelle Saint-Louis. La ligne de chemin de fer est collée au hameau ; elle rejoint la gare toute proche par le viaduc ferroviaire de la Fleur. À quelques centaines de mètres en amont, un autre pont permet au train de pénétrer dans le tunnel de la Colle-Saint-Michel ;
- sur le flanc de Cordeil, face au Plan-de-Lys, se trouve le hameau de la Royère à 1 317 m d’altitude ; abandonné au début du siècle dernier, il est aujourd’hui relié à une nouvelle piste. Il se compose de plusieurs bâtiments de ferme et d’habitation, ainsi que d'une citerne et d'un four, pour la plupart disparu. Ce lieu n'est plus abandonné.
- le Plan-de-Lys : ce lieu-dit se compose des ruines d’une ancienne scierie ; les installations pour le percement du tunnel de la voie ferrée y étaient implantées.
- Font-Gaillarde, ce hameau fut souvent représenté sur des cartes postales car un hôtel accueillait au début du XXe siècle un tourisme plutôt aisé, permis par l’ouverture de ligne Digne-Nice, puis plus tard, une colonie de vacances. On trouve également une source temporaire et de petites grottes à proximité qui donnent accès au système souterrain de la Font Gaillarde.
- plus en amont, plusieurs fermes sont implantées en bordure du Verdon parmi lesquelles : Plan-de-Verdon, l'Iscle, Font-Chaude où se trouve le camping municipal du même nom.
- le Fontanil est un hameau constitué d’une maison d’habitation, de deux bergeries, d’un four et de quelques petites constructions éparses ; il se situe au sommet du ravin de Guillaume à plus de 1 500 m d’altitude.
- le village d’Ondres situé sur la rive gauche du Verdon à plus de 1 300 m d’altitude, n'est plus habité de façon permanente et a refusé le confort moderne (il n'y a ni eau courante, ni électricité, ni ligne de téléphone) ; la piste d'accès n'est pas goudronnée. Toutefois, une ligne électrique a été construite en 2014, bien que la majorité des habitants la refuse. En été, la population d'Ondres peut dépasser 150 habitants.
 On trouve également des habitations situées en contrebas à Clot-Hubert, au Plan d'Ondres, à la Bastide des Jaume…

#### Les villages rattachés
La Colle-Saint-Michel et Peyresq sont deux anciennes communes ayant fusionné entre elles en 1964 sous le nom de Saint-Michel-Peyresq, cette nouvelle commune est ensuite rattachée à Thorame en 1974. Elle s'étendait sur un territoire de 35,11 km2.
- La Colle-Saint-Michel est un petit village constitué de quelques maisons groupées. Il occupe le plateau de la montagne de Serpégier à 1 430 m d’altitude, son territoire réduit (5,76 km2) s’étendait aussi sur la montagne du Rent. On y trouve une station de ski de fond ainsi que plusieurs commerces de restauration et d’hôtellerie.

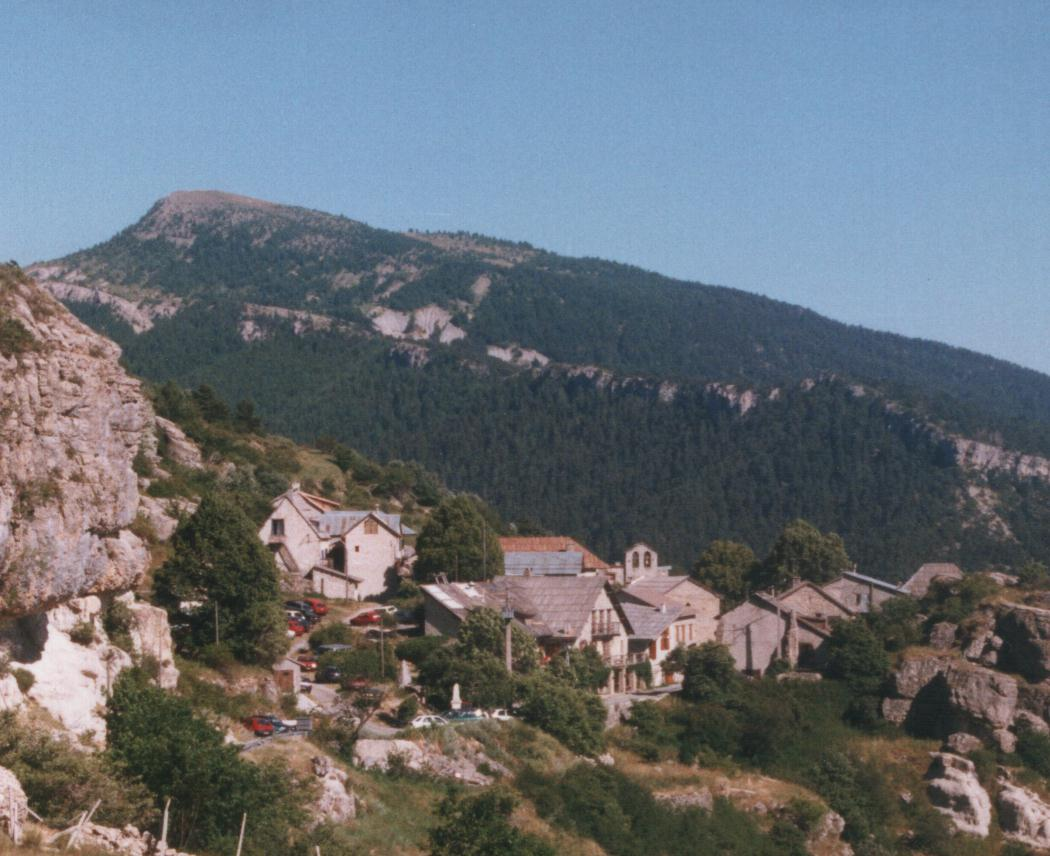
Vue du village de Peyresq.

- Vue du village de Peyresq.Peyresq situé à 1 525 m d’altitude se caractérise par son site exceptionnel et son architecture montagnarde rénovée grâce à une restauration à partir des années 1960. Perché sur un rocher, le village surplombe la vallée de la Vaïre. Historiquement, son territoire s’étendait sur 29,35 km2 en direction de la montagne du Grand Coyer et comptait plusieurs fermes isolées ou bergerie comme le Villard, la Braïsse et le Forest. Le village a compté jusqu’à 250 habitants, mais aujourd’hui la population permanente est très réduite. Il accueille aujourd’hui des colloques scientifiques et culturels.

### Voies de communications et transports

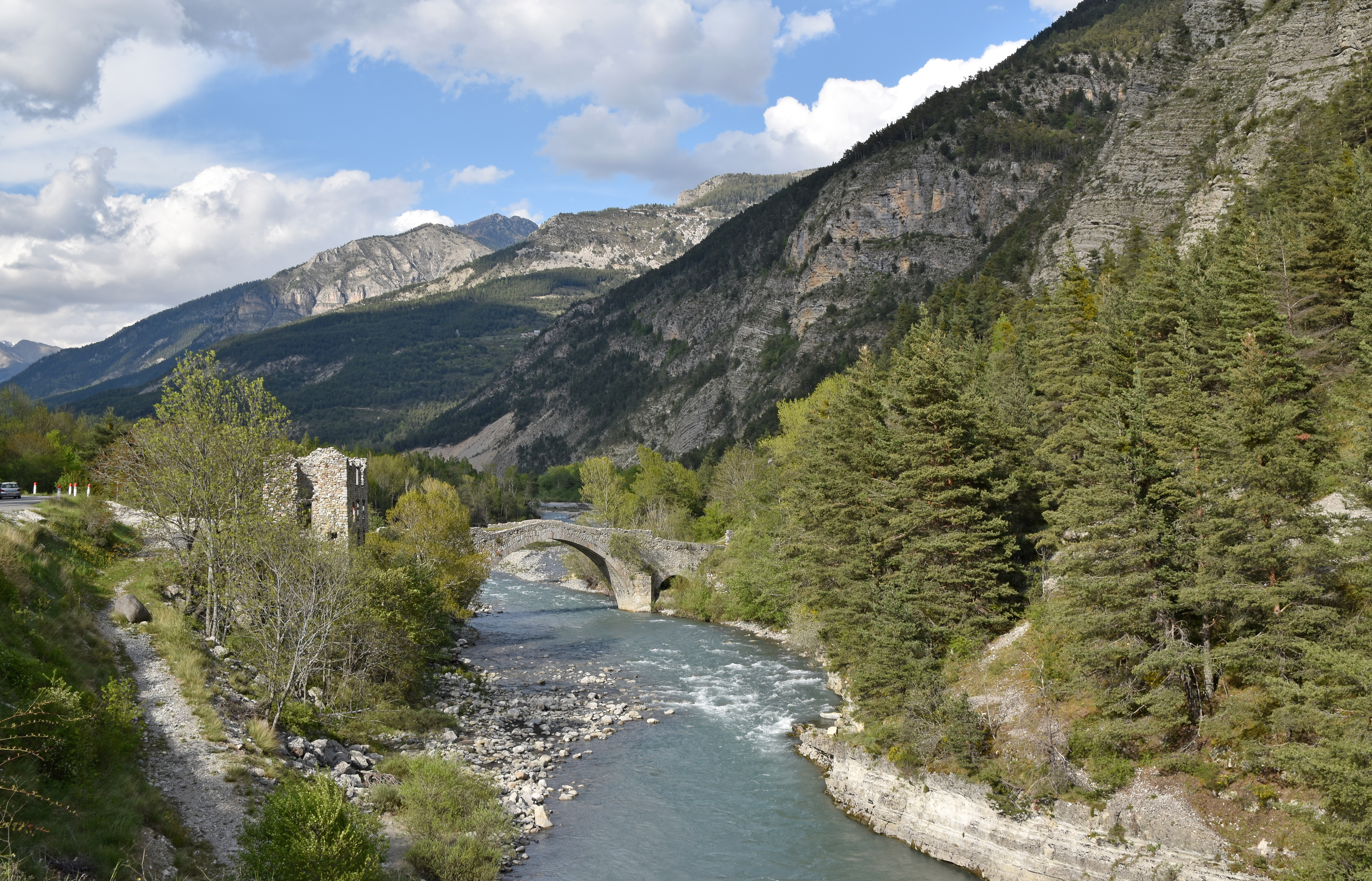
Pont du moulin.

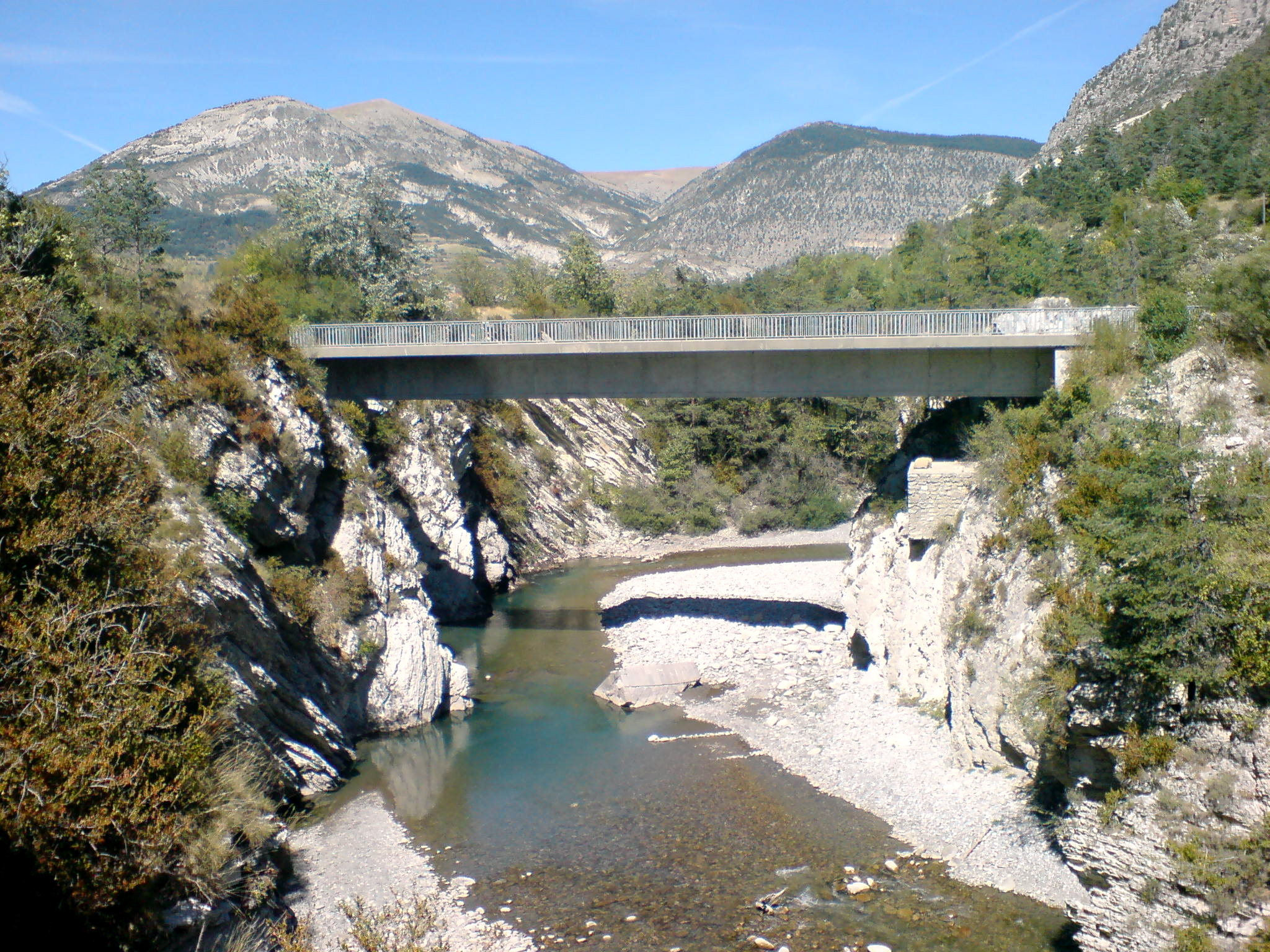
Pont Clot, sur le Verdon (D52).

#### Voies routières principales
Le chef-lieu se situe à proximité de la route qui remonte la vallée du Verdon : la départementale 955 (en provenance de Saint-André-les-Alpes) qui devient la départementale 908 à partir de l'intersection de La Colle-Saint-Michel et en direction d'Allos.
La D 908 rejoint la vallée de la Vaïre (en direction d'Annot) par le col de la Colle-Saint-Michel et remonte à son autre extrémité la haute vallée du Verdon. Avant la réforme de 1972, elles étaient toutes deux classées route nationale (RN 555 et RN 208).

#### Voies routières secondaires
La départementale 2 rejoint également Saint-André-les-Alpes par la vallée de l'Issole en traversant la commune et de Thorame-Basse.
Sur la D 908/D955, il existe trois embranchements rejoignant le village, d'aval en amont du Verdon :
- la départementale 52 à partir du Pont-Clot, elle traverse le lotissement du Collet des Fourches puis rejoint le village, sur environ 3 km ;
- la départementale 908 A, à partir du pont dit Pont du Villaron, jusqu'au village, sur environ 1 km, c'est l'accès principal ;
- la départementale 52 également à partir du lieu-dit L'Iscle, sur environ 2 km jusqu'au village, elle se situe dans le prolongement de la Grand Rue, et l'ancien chemin de Colmars. Elle n'est accessible qu'en descendant la vallée, et est partiellement interdite dans le sens village - Colmars.

La départementale 32 rejoint le village de Peyresq, l'intersection se situe après le village de La Colle-St-Michel lorsque l'on descend vers Annot.
Le chemin d'accès au village d'Ondres n'a jamais été classé comme route départementale en raison du trop faible nombre d'habitants à l'époque, ceci explique qu'il n'a jamais été goudronné et l'entretien reste à la charge de la commune.

#### Transports en commun
- Les transports Haut-Verdon-Voyage (HVV)[13] assurent la desserte locale.
- Temporairement ou occasionnellement : Navettes gratuites en juillet et août[14]. Navettes sites nordiques[15].
- Transports scolaires[16].

#### Chemins de fer
La commune est desservie par la ligne de Nice à Digne des Chemins de fer de Provence (plus connue sous le nom du « Train des Pignes »). La gare de Thorame-Haute se situe au lieu-dit homonyme de Thorame-Haute-Gare, à 7 km au sud du chef-lieu ; c'est la station ferroviaire la plus haute de la ligne et la seule du Haut-Verdon. Non loin de la gare, le Tunnel de la Colle-Saint-Michel long de près de 3,5 km, relie bassin du Verdon à celui de la Vaïre et du Var.
Il existe également la halte de Peyresq, celle-ci se situe à la limite de la commune, au bord du torrent de la Vaïre, sans accès routier (à 2 heures de marche environ de ce village).

### Risques majeurs
La commune de Thorame-Haute est exposée à quatre risques naturels :
- avalanche (mais ce risque n’est pas recensé dans le dossier départemental sur les risques majeurs)[19],
- feu de forêt,
- inondation,
- mouvement de terrain : quelques versants de la commune sont concernés par un aléa moyen à fort[20].

La commune de Thorame-Haute n’est exposée à aucun des risques d’origine technologique recensés par la préfecture ; aucun plan de prévention des risques naturels prévisibles (PPR) n’existe pour la commune> et le Dicrim n’existe pas non plus.
La commune a été l’objet de deux arrêtés de catastrophe naturelle pour des inondations et des coulées de boue, en 2009 et 2011. Le tremblement de terre du 8 février 1974, dont l’épicentre était situé à Thorame (Sisfrance ne précise pas s’il s’agit de Thorame-Basse ou -Haute), avait une intensité macro-sismique ressentie de V sur l’échelle MSK (dormeurs réveillés, chutes d’objets). D’autres tremblements de terre ont été nettement ressentis à Thorame-Haute depuis un siècle, sans jamais atteindre cette force,.

### Sismicité
Aucune des 200 communes du département n'est en zone de risque sismique nul. Le canton d'Allos-Colmars auquel appartient Thorame-Haute est en zone 1b (sismicité faible) selon la classification déterministe de 1991, basée sur les séismes historiques, et en zone 4 (risque moyen) selon la classification probabiliste EC8 de 2011.

### Communes voisines

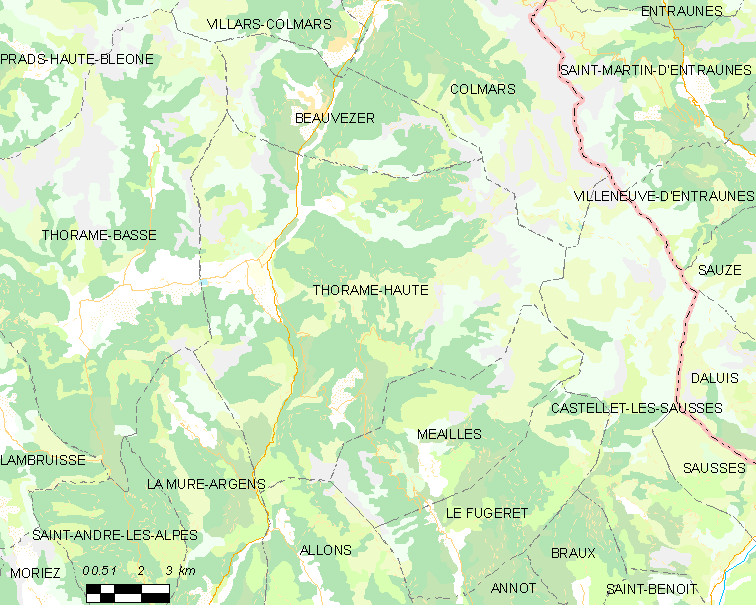
Thorame-Haute et les communes voisines (Cliquez sur la carte pour accéder à une grande carte avec la légende).

## Urbanisme

### Typologie
Au 1er janvier 2024, Thorame-Haute est catégorisée commune rurale à habitat dispersé, selon la nouvelle grille communale de densité à 7 niveaux définie par l'Insee en 2022.
Elle est située hors unité urbaine et hors attraction des villes,.

### Occupation des sols
L'occupation des sols de la commune, telle qu'elle ressort de la base de données européenne d’occupation biophysique des sols Corine Land Cover (CLC), est marquée par l'importance des forêts et milieux semi-naturels (94,8 % en 2018), en diminution par rapport à 1990 (96,4 %). La répartition détaillée en 2018 est la suivante : 
forêts (47,1 %), milieux à végétation arbustive et/ou herbacée (24,7 %), espaces ouverts, sans ou avec peu de végétation (23 %), zones agricoles hétérogènes (2,8 %), prairies (1,2 %), terres arables (0,7 %), zones urbanisées (0,3 %), mines, décharges et chantiers (0,3 %).
L'évolution de l’occupation des sols de la commune et de ses infrastructures peut être observée sur les différentes représentations cartographiques du territoire : la carte de Cassini (XVIIIe siècle), la carte d'état-major (1820-1866) et les cartes ou photos aériennes de l'IGN pour la période actuelle (1950 à aujourd'hui).

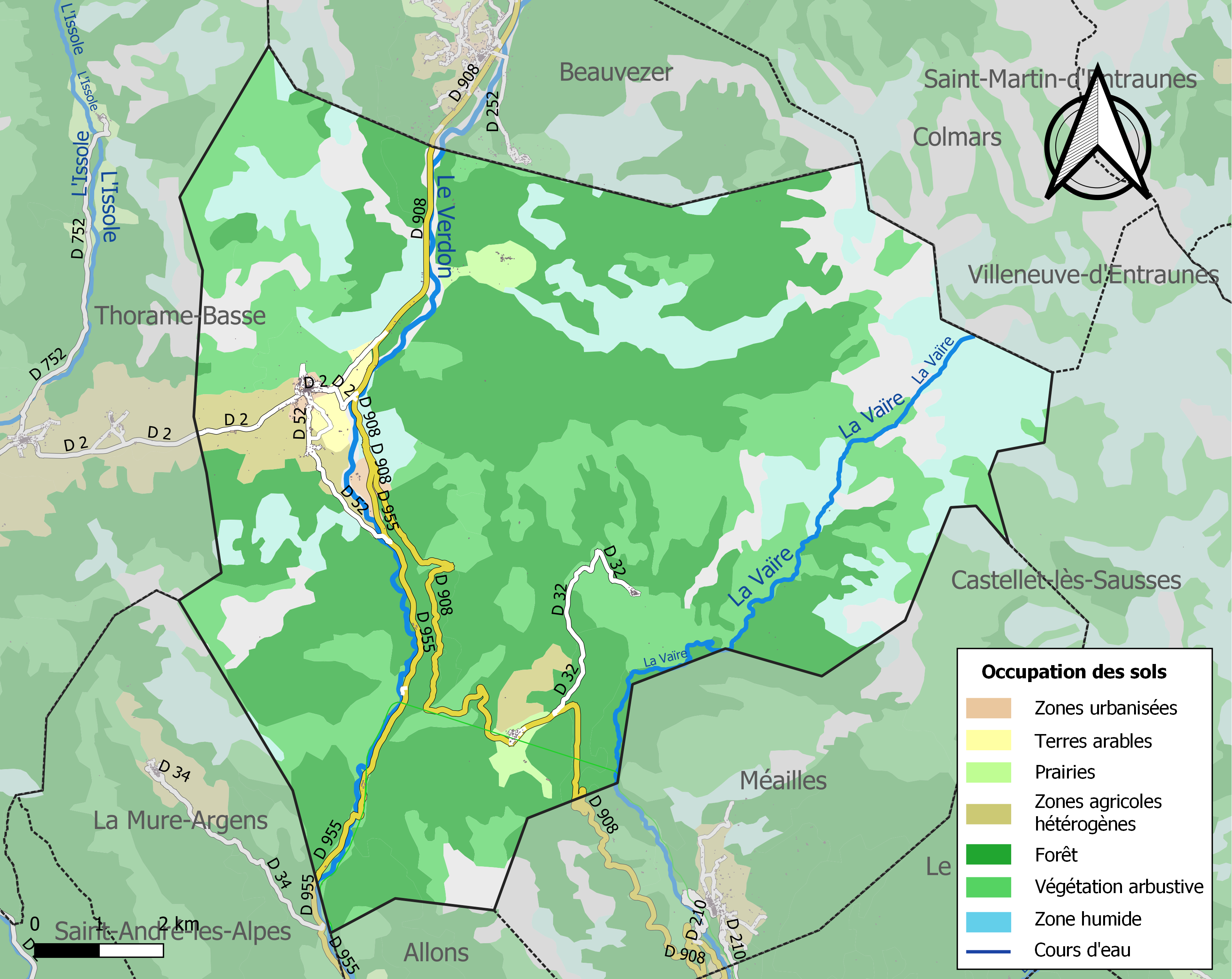
Carte de l'occupation des sols de la commune en 2018 (CLC).

## Toponymie
Le nom de la localité est mentionné sous les formes [civitas] Eturamina en 442 (concile de Vaison) ; Toramena en 1009 ; Toramine en 1035 ; Thoramenes au XVIIe siècle (cartes topographiques).
La commune se nomme Torama Auta en occitan vivaro-alpin.
Charles Rostaing considère comme probable que le toponyme soit plus ancien que les Gaulois (pré-celtique). Albert Dauzat propose d'interpréter le premier élément par un pré-latin *tor- ou latin torus « éminence » (élément bien représenté dans la toponymie de la partie sud de l'hexagone : Thoiras, Thorens-Glières, Thorrenc, le Thor, etc.), suivi dans ce cas par un suffixe pré-latin -mena. Béatrice et Jean-Jacques Férié considèrent aussi que l'élément initial Tor- ou Tur- a une  valeur oronymique, mais que le second élément -men- serait « d'origine obscure ». Ernest Nègre est le seul à prendre en compte la forme primitive Eturamina de 442 dans laquelle il voit une racine pré-celtique *etur et un suffixe de même origine, tous deux inanalysables en l'état des connaissances, qu’il serait possible de rapprocher d’Etruria (Étrurie).
Il s'avère que le déterminant n'a pas été choisi en fonction de l'altitude, mais en fonction du rang social des deux villages : Thorame-Haute était plus important administrativement parlant que Thorame-Basse: ce fut le siège d'un évêché dès la fin de l'Antiquité et durant toute une partie du Haut Moyen Âge.

## Histoire
Cette partie ne traite que du territoire historique de Thorame (c'est-à-dire sans La Colle-Saint-Michel et Peyresq).

### Préhistoire
Les rares découvertes faites sur la commune et les sites peu connus n'ont pas fait l'objet d'études particulières.

### Antiquité

#### Période préromaine
Parmi les multiples hypothèses du passage des Alpes par Hannibal et son armée, la vallée du Verdon a été un trajet envisagé.
Les éléments peu probants sont des dénominations de tradition récente. On trouve sur le plateau de Serpégier un lieu surnommé le « camp d'Hannibal ». Sur Fours (commune actuelle d'Uvernet-Fours) on trouve également un lieu baptisé la "table d'Hannibal". Féraud rapporte qu'on aurait découvert à plusieurs époques des javelines et des casques.
Une monnaie marseillaise en argent a été trouvée au Fouent Micoulaud (plus vraisemblablement Font Nicoulaou, désignant un cours d'eau).

#### Période romaine - Archéologie
Le territoire d’Eturamina correspondrait à celui d'une des tribus figurant sur le Trophée des Alpes élevé par l'empereur Auguste à La Turbie ayant résisté à l'Empire romain, avant d'être définitivement conquise. Cette tribu serait celle des Eguiturii (les Éguitures), devenu une civitas sous l’Empire romain. L’hypothèse ancienne, émise par Tisserand, est celle des Veamini. Féraud partageait aussi cet avis : « 5° Les Veamini qui habitaient les bassins de Thorame-Haute et Thorame-Basse, et la petite vallée de l’Issole, ainsi que parait l’indiquer leur nom formé du celtique Vean, montagne, et min, rouge ; nom qui désigne un terrain rougeâtre comme l’est celui de Thorame. Quelques auteurs les placent pourtant dans la vallée de Fours. ». Le village occupait peut être un ordre particulier dans la hiérarchie administrative gallo-romaine, avec le statut de "civitas" à l'instar de Glandèves (proche d’Entrevaux), Senensis (Senez) ou Dinia (Digne). Eturamina est le chef-lieu de la civitas Rigomagensium qui fait partie des huit civitas de la province des Alpes Maritimes mentionnées dans la Noticia Galliarum. Louis Duchesne qui fait cette liaison avoue n'avoir pu déterminer pourquoi il y a une différence entre le nom de la civitas et celui de la chef-lieu.
Raoul Blanchard constate « l'existence aux premiers siècles romains d'un vicus Eguitaraminus qui n'est autre que Thorame, et qui évoque même une civitas préromaine du Haut-Verdon ; d'autre part, M. de Manteyer a fait observer que le patronage des églises de la région de Thorame était conforme à la formule du pape Sixte III (432-440) ».
- Archéologie

Une tegula gravée (tuile romaine) découverte en 1934, et datée de la fin du IIe siècle ou du début du IIIe siècle, ainsi que des tombes mises au jour Grand-Rue (1934 et 1938), attestent d’une occupation à l’époque romaine. Le fort de Trancastel, dont l'origine est probablement romaine, complète le tableau de l’occupation du sol aux premiers siècles de notre ère.
Les principales découvertes archéologiques ont été faites au cœur du village lui-même et notamment le long du mur de l'église paroissiale, dans les années 1930, avec des tombes et des objets clairement identifiés d'époque romaine : vase et inscriptions sur tuile, conservées au musée des Antiquités nationales de Saint-Germain-en-Laye. Mises en doute par Raymond Collier, ces découvertes permettent d’attester la pénétration de la culture gallo-romaine dans la vallée.
Des fondations peut-être antiques ont été découvertes à proximité de Notre-Dame du Serret, avec des pierres sculptées romaines. De même, dans la rue du Peyran, un fragment de stèle funéraire remployée dans un mur serait daté du Ier siècle, et une autre également en remploi serait mérovingienne.
Pour la fin de la période romaine, Eturamina (sans distinction entre Haute et Basse) est le nom de la cité épiscopale, établie de façon éphémère dans la vallée des Thorame au milieu du Ve siècle,. On trouve le nom de l'évêque Sévérianus, ce dernier a laissé son nom dans les conciles de Riez en 439 et de Vaison en 442.
L'ensemble de ces découvertes ont amené les autorités de l'État à prendre un arrêté de zone archéologique de saisine sur les dossiers d'urbanisme, couvrant un territoire assez large autour du village chef-lieu.

### Moyen Âge
Après la chute de l’Empire romain, la vallée du haut Verdon connaît de nombreuses invasions durant plusieurs siècles : Vandales en 480, Ostrogoths en 508, Lombards en 570, des Sarrasins en 740, chassés en 885.
Au Moyen Âge, on retrouve plusieurs documents concernant les implantations de moines, notamment de Saint-Victor, qui possédait Notre-Dame du Serret dès le XIe siècle,. Une charte de l’abbaye de Saint-Victor établie en 1056 concerne déjà les communautés Haut Verdon.
Cette époque est aussi marquée par l'installation de riches familles seigneuriales. La distinction entre les deux communautés distinctes semble s'opérer vers la fin du XIIIe siècle, avec les qualificatifs géographiques : Superiori pour Haut et Inferiori pour Bas, d’où Toramina Superiori qui deviendra au cours des siècles Thorame-Haute. Les archives départementales conservent un document datant du XIVe siècle relatif à un contrat passé entre la communauté et les moines nouvellement installés : il y est question d'échange de terre en contrepartie d’une aide matérielle apportée au village (notamment l'installation de métiers à tisser).
En 1342, la communauté de Thorame-Haute est rattachée à la viguerie de Castellane par le comte de Provence.
En 1390, les troupes de Raymond de Turenne ravagent la région et incendient le village. En 1486, la région est annexée au royaume de France.
Les premiers registres communaux (conservés aux archives départementales), en dehors de quelques chartes, datent seulement de 1570.

#### Familles seigneuriales
La famille Rostaing (issue des Castellane) tient le fief de Thorame-Haute aux Xe et XIe siècles, suivie de la branche Faraud des Glandevès du XIIIe siècle au XVe siècle, puis des Villeneuve jusqu’au XVIIe siècle, des Gassendi au XVIIe siècle, et enfin des Pazery jusqu’à la Révolution. Quinze familles seigneuriales se succèdent jusqu’en 1789, la dernière étant la famille des de Pazery rachetant le 17 juin 1711 la seigneurie à Balthazar de Villeneuve.

#### La légende de Notre-Dame de la Fleur
Cette période est aussi marquée par la naissance d'une légende liée à une « apparition céleste » bien qu'on ignore la date précise, celle-ci est à l'origine de la chapelle de Notre-Dame de la Fleur et de son pèlerinage qui subsiste aujourd'hui encore le lundi de Pentecôte. Les récits dont on dispose aujourd'hui ont été largement déformés car reposant sur une tradition orale, et sont souvent très différents voire contradictoires. Un « esprit céleste » ou la Vierge Marie (selon les récits) serait apparu à un berger réputé pour être un bon chrétien qui gardait un troupeau de moutons et lui aurait demandé de faire bâtir la chapelle sur le lieu de l'apparition. Le choix du nom de "la Fleur" a également plusieurs explications, mais la plus répandue est qu'une fleur aurait été donnée au berger en guise de preuve. Auguste Testanière, donne une version différentes à la fin du XIXe siècle, il n'y est question ni de fleur, ni de Vierge. Cette chapelle est implantée à Thorame-Gare, le bâtiment actuel date des années 1930-1940, c'est l'œuvre de l'abbé Juvénal Pélissier, curé de la paroisse et dernier chapelain N.-D. de la Fleur qui l'a reconstruite seul durant une dizaine d'années. Le pèlerinage de Thorame a connu un essor important au XXe siècle et a bénéficié de la présence du chemin de fer.

### Époque moderne
À partir de 1556, la communauté de Thorame-Haute devient propriétaire des moulins, contre une rente servie aux Villeneuve, seigneurs du lieu.
Durant les guerres de religion, le baron d’Allemagne et ses huguenots combattent les troupes de Henry de Garde, le baron d’Allemagne s’empare du fort Saint-Georges le 9 octobre 1574,. L'église est détruite à cette occasion (ou en 1576 selon d'autres sources) ; elle est reconstruite en 1598 et en 1603.
En 1630 une épidémie de peste est très meurtrière, on compte environ 90 décès contre 15 à 20 les années précédentes d’après les registres tenus par le vicaire Pierre André Isnard ; le notaire enregistre 29 testaments en 1630 et encore 6 en 1631, contre un seul en 1628 et 1629. Lors de la peste de 1720, le village fournit vingt-sept hommes pour garder le cordon sanitaire qui doit éviter la propagation de l’épidémie. Sept postes sont mis en place, notamment sur les ponts du Verdon. Le village est entouré d’une palissade percée de trois portes gardées nuit et jour. La construction de la chapelle Saint-Roch est reliée à l’un de ces épisodes.
Au XVIIe siècle, diverses affaires judiciaires (vols, larcins, querelles, tapages nocturnes) témoignent d'une vie communautaire parfois difficile.
À la fin de l’Ancien Régime, la communauté de Thorame-Haute dépendait de la viguerie de Colmars.

### Révolution
Lors de la création du département des Basses-Alpes en 1790, le village est chef-lieu de canton et fait partie des huit cantons du district de Castellane, mais le canton est supprimé en 1802. La société patriotique de la commune fait partie des 21 premières créées dans les Basses-Alpes, au printemps 1792. Le 20 octobre 1793, il est décidé que les femmes y seront désormais invitées. Pour suivre le décret de la Convention du 25 vendémiaire an II invitant les communes ayant des noms pouvant rappeler les souvenirs de la royauté, de la féodalité ou des superstitions, à les remplacer par d'autres dénominations, la commune de La Colle-Saint-Michel change de nom pour La Collefroide. Peiresc a également changé son orthographe en Peyresq (pour différencier le nom propre du village, Nicolas-Claude Fabri de Peiresc fut en effet le seigneur de ce village.

### LeXIXesiècle
Une ère nouvelle
Au milieu du XIXe siècle, le village atteint son pic de population avec 830 habitants en 1840. Le XIXe siècle correspond à une période d’apogée démographique autant que de prospérité économique. Cette prospérité provient en grande partie d’une activité industrielle qui se développe fortement dans la vallée : celle des draperies. Cependant le déclin est assez rapide avec l’ouverture de la vallée à l’extérieur et l’arrivée de la concurrence des draperies du Nord. Les fabriques de Thorame ferment avant la Première Guerre mondiale. Les nombreuses modifications apportées au village témoignent de cette "nouvelle ère" qui a modelé plus qu'aucun siècle précédent le visage actuel de Thorame : travaux d'édilité (fontaines, lavoirs, four communal, nouvelle mairie…), richesse des lieux de cultes (église paroissiale, chapelles, pèlerinage de La Fleur…), et travaux des maisons particulières (l'écrasante majorité des linteaux datés, les riches décors de modénature peints sur les façades en sont l'expression la plus visible).
La Révolution et l’Empire apportent nombre d’améliorations, dont une imposition foncière égale pour tous, et proportionnelle à la valeur des biens de chacun. Afin de la mettre en place sur des bases précises, la levée d’un cadastre est décidée. La loi de finances du 15 septembre 1807 précise ses modalités, mais sa réalisation est longue à mettre en œuvre, les fonctionnaires du cadastre traitant les communes par groupes géographiques successifs. En 1827, le cadastre dit napoléonien de Thorame-Haute est achevé, ceux de La Colle-Saint-Michel et Peyresq le sont en 1838. Lorsque le cadastre est achevé, la commune compte trois moulins : un à Ondres, un autre en contrebas de ce village, aux Ribes, et le moulin du Pont, moulin à farine plus tard converti en scierie. Le moulin des Ribes a été fouillé en 2004 et 2012.
Des espaces de sociabilité multiples
Les chambrettes étaient une forme très répandue de « loisirs » et de sociabilité de la population masculine en Provence. On y lisait à haute voix les journaux, puis on commentait les nouvelles, y compris politiques. Un statut réglementait son fonctionnement. À la fin du XIXe siècle, Thorame comptait quatre chambrettes : celle des pères de famille, des jeunes gens, des républicains, et celle des résidents du quartier du Riou.
Les confréries de pénitents participaient aussi à la vie sociale mais avec des attributions particulières. À Thorame-Haute, la confrérie des pénitents Blancs probablement fondée au XVIIe siècle, se composait d’une large majorité des hommes du village et selon l’usage, les garçons y entraient après leur première communion. La chapelle Saint-Pierre, actuelle salle des fêtes leur était attribuée. Au XVIIIe siècle, les « visites pastorales » (rapports des visites de l'évêque) mentionnent plusieurs autres confréries sur la commune.
Le développement de petites et moyennes industries
Thorame comptait plusieurs draperies : on dénombre 6 fabriques en 1813 employant 15 ouvriers. La plus importante est celle de Honoré Datier qui ouvre en 1836, il s'agit d'un installation de taille avec du matériel moderne, sur le modèle de la fabrique Honnorat de Saint-André-de-Méouilles, elle emploie 18 ouvriers. Jean-Joseph Arnaud en ouvre une seconde peu après. Elles emploient jusqu’à 24 ouvriers en 1858, mais ce nombre retombe en dessous de 10 dans les années 1870. Toutes ferment avant 1880. En 1841, la société Bonnet produisait 1 275 mètres de drap "burrel" en utilisant la force motrice du Verdon et Datier, 3 350 mètres. Tous ces bâtiments sont aujourd'hui en ruine.
D'autres activités sont également développées comme la fabrique de carreaux de Benjamin Balp qui ferme définitivement en 1870, un abattoir, une mine de charbon dans la vallée du Verdon était également exploitée. À la fin du XIXe siècle, on trouve deux à trois moulin à farine[réf. nécessaire].
Dans la seconde moitié du XIXe siècle et jusqu'au début du siècle suivant, le "fromage de Thorame" est réputé, il se présente sous la forme de tomme de vache ou de chèvre.
Au XXe siècle, plusieurs petites industries subsistent. En 1924, il y a deux scieries, la scierie Arnaud (vendue à Lempereur en janvier 1920) ferme définitivement en 1928. L'usine hydraulique Jauffret produit de l'électricité pour la commune de 1913 à 1946.

### XXesiècle

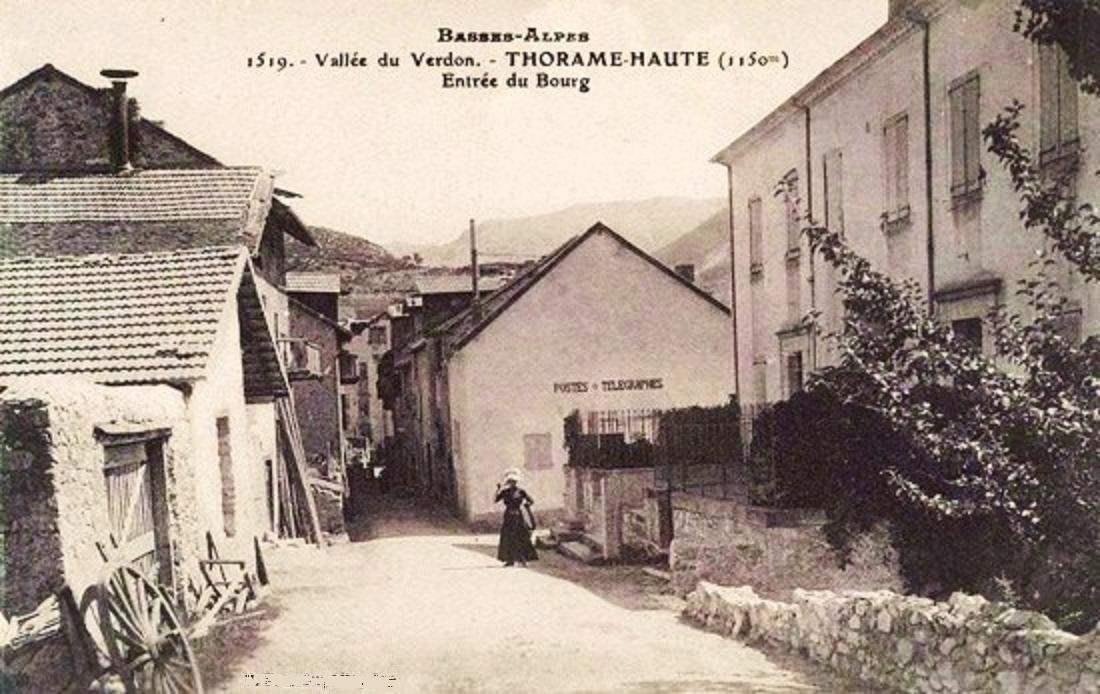
Entrée de Thorame-Haute au début du XXe siècle

La commune bénéficie au début du XXe siècle du passage du chemin de fer, même si la gare de Thorame-Haute est éloignée des villages. La construction a lieu dans les années 1900. Le percement du tunnel vers la vallée du Var mobilise de nombreux ouvriers, pour lesquels on construit un village près de la gare de Thorame-Haute. Le 24 juin 1901, une grève éclate pour demander la journée de huit heures. Malgré les négociations, la grève cesse le 29 juin, sans que les ouvriers n’aient rien obtenu. La voie est menacée en avril 1909 par un glissement de terrain : une partie de la masse du pic de Rent s’effondre et recouvre les voies, avant que la terre soit évacuée. La montagne est stabilisée par un mur de soutènement de 114 m de long, épais de 1,5 m et renforcée de 7 contreforts de 27 à 33 m de profondeur.
Au cours de la Première Guerre mondiale, la commune paye un lourd tribut qui accélère la perte de population déjà enclenchée depuis les années 1850.
Durant l'occupation de la Seconde Guerre mondiale, le Haut-Verdon participe activement à la résistance militaire. À la suite du premier débarquement allié, les ponts d'accès au village sont dynamités par les résistants le long du Verdon (pont Clot et pont du Villaron) pour couper l'accès à une colonne allemande qui cherche à rejoindre le col d'Allos.
Pour contourner l'obstacle, la colonne se fraye un passage dans la vallée de l'Issole elle aussi contrôlée par les résistants, et parvient à rejoindre Thorame-Haute. À la sortie du village, une attaque meurtrière pour les Allemands a lieu entre l'ancienne scierie Arnaud et le pont d'Ondres. En guise de représailles, le maire du village Louis Blanc, est pris en otage avec d'autres hommes lors d'un rassemblement de la population sur la place du village par les militaires qui se replient provisoirement sur le village. Plus tard, ils sont relâchés, mais quatre gendarmes de Colmars acquis à la cause des insurgés sont exécutés sur les lieux de l'attaque ; un monument commémoratif est élevé au lieu-dit le Pont d'Ondres.
Le 5 novembre 1943, des gestapistes montent de Nice en voiture et s’arrêtent au hameau de Fontgaillarde, où se trouvaient 5 juifs assignés à résidence par Vichy (trois étaient turcs et deux Algériens). Ils sont raflés, emmenés à Nice et déportés pour être exterminés.
Les années 1960-1970 sont marquées par la modernisation du village : travaux et mesures de salubrité publiques, voirie, création d'un lac artificiel aux Sagnes pour l'arrosage des terres agricoles, mais aussi pour le tourisme. La commune se dote de nouveaux équipements : salles des fêtes, poste, etc. L'agriculture se mécanise fortement et le nombre d'exploitation diminue rapidement au profit de plus grandes exploitations.
Le 1er mars 1974, la commune de Saint-Michel-Peyresq lui est rattachée (elle-même issue de la fusion des communes de La Colle-Saint-Michel et Peyresq le 1er novembre 1964). L'ambition de ce rapprochement était entre autres de créer une station de ski, mais les différentes études réalisées sur sa faisabilité et l'opposition résolue des habitants ont eu raison du projet.
Les années 1980 et 1990 sont marquées par un relatif déclin d'accueil de résidents secondaires qui semble aujourd'hui enrayé. Le nombre d'exploitations agricoles diminue assez rapidement dans les années 1990, même s'il reste encore important par comparaison aux communes voisines.
En décembre 2004, le syndicat intercommunal du Haut-Verdon se transforme en communauté de communes du Haut-Verdon Val d'Allos qui récupère une large part des compétences de la commune.

### Aujourd'hui
Aujourd'hui, la commune est marquée par une hausse modérée de la population et son rajeunissement. De nouvelles parcelles ont été construites. Plusieurs investissements importants sont engagés depuis les années 2000, tels que l'aménagement du jardin public au cœur du village, des travaux importants sur la toiture de l'église entièrement refaite en tuiles, la création d'une nouvelle école, ou encore la réfection des réseaux d'eau et d'assainissement.

## Héraldique
|  | Blasonnement de Thorame-Haute : D'or au château de gueules sur une montagne de sinople. |

Le blason de Thorame-Haute peut se décrire de la façon suivante : une tour rouge sur montagne verte, le tout sous fond or (ou jaune).
Les anciennes communes de Peyresq et de La Colle-Saint-Michel possèdent également leurs propres armoiries.
|  | Blasonnement de Peyresq : Écartelé : au 1er et 4e d'azur à un rocher d'argent ; au 2e et 3e d'or à une étoile à 16 rais de gueules. |
|  | Blasonnement de La Colle-Saint-Michel : D'azur à une montagne à deux monticules ou à deux mamelons d'or.                            |

## Politique et administration

### Maires
| Période                                  | Période                       | Identité           | Étiquette            | Qualité               |
| ---------------------------------------- | ----------------------------- | ------------------ | -------------------- | --------------------- |
| mai 1945                                 |                               | Kléber Cortez      |                      | ouvrier               |
|                                          | 1971                          | André Arnaud       |                      | gendarme retraité     |
| 1971                                     | 1998                          | Charles Roux       |                      | agriculteur           |
| 1998                                     | mars 2008                     | Marcel Philip      |                      | artisan retraité      |
| mars 2008                                | juin 2008                     | Denis Cointrel     |                      | retraité              |
| juin 2008                                | En cours (au 21 octobre 2014) | Thierry Otto-Bruc, | DVD[réf. nécessaire] | chauffeur poids lourd |
| Les données manquantes sont à compléter. |                               |                    |                      |                       |

### Intercommunalité
Thorame-Haute fait partie :
- jusqu'en 2016 de la communauté de communes du Haut-Verdon Val d'Allos (héritière du Syndicat intercommunal du Haut-Verdon);
- à partir du 1er janvier 2017, de la communauté de communes Alpes Provence Verdon.

### Urbanisme
La Communauté de communes Alpes Provence Verdon - Sources de Lumière, créée le 24 novembre 2016 avec effet le 1er janvier 2017, regroupe désormais 41 communes. Cet Établissement public de coopération intercommunale (EPCI) s'est engagé dans une démarche d’élaboration d’un Plan local d'urbanisme intercommunal (PLUi).
La commune fait l'objet d'une "Zone archéologique de saisine des dossiers d'urbanisme", en vertu de l'arrêté préfectoral no 04219-2006, en date du 7 avril 2006.

### Adhésion aux organismes de coopération intercommunale
Thorame-Haute est membre de :
- SI d'entretien des berges du Verdon amont de Rougon à Allos
- SIE de la région du Verdon
- SIVU d'assainissement collectif du Haut-Verdon

### Budget et fiscalité 2020
En 2020, le budget de la commune était constitué ainsi :
- total des produits de fonctionnement : 818 000 €, soit 332 € par habitant ;
- total des charges de fonctionnement : 599 000 €, soit 2 436 € par habitant ;
- total des ressources d’investissement : 371 000 €, soit 1 506 € par habitant ;
- total des emplois d’investissement : 209 000 €, soit 849 € par habitant.
- endettement : 890 000 €, soit 3 619 € par habitant.

Avec les taux de fiscalité suivants :
- taxe d’habitation : 11,00 % ;
- taxe foncière sur les propriétés bâties : 8,80 % ;
- taxe foncière sur les propriétés non bâties : 31,97 % ;
- taxe additionnelle à la taxe foncière sur les propriétés non bâties : 0,00 % ;
- cotisation foncière des entreprises : 0,00 %.

Chiffres clés Revenus et pauvreté des ménages en 2018 : Médiane en 2018 du revenu disponible, par unité de consommation : 18 840 €.

### Historique du découpage administratif après la Révolution française
- Fusions des communes

1er novembre 1964 : dans un premier temps, fusion de Colle-Saint-Michel (selon l'orthographe de l'INSEE) avec Peyresq, la nouvelle commune prend le nom de Saint-Michel-Peyresq (avec pour chef-lieu la Colle-Saint-Michel). Ces communes anciennes et nouvelle appartiennent au canton de Saint-André-les-Alpes).
1er mars 1974 : dans un deuxième temps, Saint-Michel-Peyresq est rattachée à Thorame-Haute.
Toutefois, le conseil municipal d'alors, opposé à cette décision imposée par le Préfet, obtient du Conseil d'État l'annulation de l'arrêté préfectoral et le rétablissement de la commune en 1976. En dépit de cette décision, le conseil municipal, rétabli dans ses fonctions, vote immédiatement le rattachement à Thorame-Haute, qui devient définitif cette même année.
- Modifications des cantons

| Commune                 | code INSEE | Canton |
| ----------------------- | ---------- | --- |
| Thorame-Haute           | 04219      | 1793-1801 Thorame 1801-1985 Colmars Puis Allos-Colmars à partir de 1985 (à la suite de la fusion de ces deux cantons) Depuis le 24/02/2014 canton de Castellane (nouveau) |
| Colle-Saint-Michel (la) | 04040      | 1793-1801 Annot 1801-1964 Saint-André (1837 St-André-de-Méouilles, 1928 St-André-les-Alpes)                                                                               |
| Peyresq                 | 04147      | 1793-1801 Annot 1801-1964 Saint-André (1837 St-André-de-Méouilles, 1928 St-André-les-Alpes)                                                                               |
| Saint-Michel-Peyresq    | 04040      | 1964-1974 Saint-André-les-Alpes |

- District et arrondissements :

1793-1801 : district de Castellane.
1801-1926 : arrondissement de Castellane,
1926-1942 : arrondissement de Digne,
depuis 1942 : arrondissement de Castellane.

## Population et société

### Démographie
L'évolution du nombre d'habitants est connue à travers les recensements de la population effectués dans la commune depuis 1793. Pour les communes de moins de 10 000 habitants, une enquête de recensement portant sur toute la population est réalisée tous les cinq ans, les populations de référence des années intermédiaires étant quant à elles estimées par interpolation ou extrapolation. Pour la commune, le premier recensement exhaustif entrant dans le cadre du nouveau dispositif a été réalisé en 2008.
En 2022, la commune comptait 247 habitants, en évolution de +4,22 % par rapport à 2016 (Alpes-de-Haute-Provence : +2,84 %, France hors Mayotte : +2,11 %).
| 1793 | 1800 | 1806 | 1821 | 1831 | 1836 | 1841 | 1846 | 1851 |
| ---- | ---- | ---- | ---- | ---- | ---- | ---- | ---- | ---- |
| 742  | 742  | 785  | 759  | 775  | 830  | 799  | 808  | 768  |

| 1856 | 1861 | 1866 | 1872 | 1876 | 1881 | 1886 | 1891 | 1896 |
| ---- | ---- | ---- | ---- | ---- | ---- | ---- | ---- | ---- |
| 727  | 667  | 647  | 580  | 531  | 555  | 568  | 532  | 506  |

| 1901 | 1906 | 1911 | 1921 | 1926 | 1931 | 1936 | 1946 | 1954 |
| ---- | ---- | ---- | ---- | ---- | ---- | ---- | ---- | ---- |
| 707  | 528  | 461  | 385  | 360  | 300  | 288  | 265  | 254  |

| 1962 | 1968 | 1975 | 1982 | 1990 | 1999 | 2006 | 2008 | 2013 |
| ---- | ---- | ---- | ---- | ---- | ---- | ---- | ---- | ---- |
| 196  | 193  | 191  | 187  | 206  | 174  | 216  | 228  | 232  |

| 2018 | 2022 | - | - | - | - | - | - | - |
| ---- | ---- | - | - | - | - | - | - | - |
| 243  | 247  | - | - | - | - | - | - | - |

| 1315     | 1471    | 1765 | 1768 |
| -------- | ------- | ---- | ---- |
| 104 feux | 74 feux | 835  | 861  |

La notion de feux renvoie sous l'Ancien Régime, à une base d'imposition pour la commune et/ou au nombre de familles vivant sur une communauté qui se partageaient les impôts. Son calcul a beaucoup évolué au cours des époques, mais pour les deux dénombrements retenus, il s'agit de feux équivalents à une famille.
Au recensement du 29 mars 1759, il y avait "153 habitants" (ou foyers) ; au 19 avril 1789, "156 feux ou chefs de famille"[réf. nécessaire].
La progression soudaine de la population en 1901 est due au percement du tunnel ferroviaire de La Colle-Saint-Michel sur la ligne de Nice à Digne (ou Train des Pignes),, correspondant au dernier tronçon ouvert entre Puget-Théniers et Saint-André-de-Méouilles (aujourd'hui St-André-les-Alpes) : la main d'œuvre nombreuse a été installée au lieu-dit du Plan de Lys, tout près du hameau de La Rivière. Une école temporaire a même été ouverte pour l'occasion. Le recensement du 1er mai fait état d'une population temporaire de 175 personnes.
En-dehors de cet évènement ponctuel, l'histoire démographique de Thorame-Haute, après la saignée des XIVe et XVe siècles et le long mouvement de croissance jusqu'au début du XIXe siècle, est marquée par une période d'« étale » où la population reste relativement stable à un niveau élevé. Cette période dure pendant toute la première moitié du XIXe siècle. L'exode rural provoque ensuite un mouvement de baisse de la population de longue durée. En 1921, la commune a perdu plus de la moitié de sa population par rapport à cette période. Le mouvement de baisse ne s'interrompt définitivement qu'à la fin du XXe siècle : la commune a gagné une soixantaine d'habitants depuis 1999.

### Enseignement
Comme de nombreuses communes du département, Thorame-Haute se dote d’écoles bien avant les lois Jules Ferry : en 1863, elle compte déjà deux écoles dispensant une instruction primaire aux garçons, situées au village chef-lieu et à Ondres. Les filles ne sont pas concernées, la loi Falloux n’impose l’ouverture d’une école de filles que dans les communes de plus de 800 habitants. La situation ne change qu’avec la première loi Duruy (1867), qui abaisse ce seuil à 500 habitants : l’instruction des filles est organisée au village entre 1867 et 1873. La deuxième loi Duruy (1877) permet à la commune, grâce aux subventions de l’État, de reconstruire son école de Thorame-Haute.
Les deux communes de La Colle-Saint-Michel et Peyresq avaient elles aussi leurs écoles de garçons en 1863. Dans ces deux communes peu peuplées, l’école n’ouvre ses portes aux filles qu’avec les lois Ferry.
En 2017 la commune dispose encore d'un école maternelle et primaire publique dépendant de l'Académie d'Aix-Marseille,.
Les établissements scolaires les plus proches sont à :
- Saint-André-les-Alpes et Annot : Collèges,
- Dignes-les-Bains : Lycées.

### Santé
- La plupart des services médicaux de la vallée sont regroupés au pôle santé de Colmars[123], Saint-André-les-Alpes et Barême.
- Centre hospitalier de Digne-les-Bains.

### Cultes
- Culte catholique, Paroisse Thorame Digne - Riez - Sisteron[124], Diocèse de Digne.
- Pèlerinage de la Fleur[125].

## Économie

### Agriculture
Aujourd'hui encore, la principale activité de la commune reste l'agriculture (élevages ovins principalement, mais aussi bovins et porcins). Les cultures sont surtout orientées vers le fourrage mais on trouve également des céréales et des pommes de terre. Le nombre encore important d'exploitations agricoles au regard du reste de la vallée s'explique en partie par la qualité et l'étendue des terres autour du village. D'après l'Insee, en 1999 (derniers chiffres disponibles) le secteur agricole occupe 11,8 % de la population active, alors que la moyenne nationale s'élève seulement à 2,4 %. En 2000, la commune comptait, d'après le recensement agricole, 9 exploitants pour une SAU de 651 hectares (11 exploitations pour 570 ha à Thorame-Basse) ; les autres communes de la vallée ne comptent pas plus de trois ou quatre exploitations pour une SAU inférieure à 500 hectares (492 ha à Colmars).
La présence des troupeaux constituait autrefois une ressource importante pour la commune. Sur le territoire historique de Thorame avant la fusion de 1974), la commune possédait 4 375 hectares de terrains pour une superficie communale de 7 008 hectares, dont une bonne partie de pâturages.
On trouve une coopérative agricole et une distillerie de lavande, cette dernière présente surtout un intérêt touristique en été (fête de la lavande), la lavande ayant pratiquement disparu depuis les années 1970, quelques champs subsistant sans véritables exploitations.

### Artisanat et industrie
- Autres commerces et artisans : une boulangerie, une boucherie-épicerie avec une petite production artisanale.

On compte également quelques artisans (maçon, électricien, menuisier…).
- Industrie : actuellement, le seul établissement industriel de la commune est une gravière propriété du groupe Eiffage, celle-ci produit notamment du béton et du goudron destiné majoritairement au marché local. Elle exploite plusieurs carrières dans la région notamment celle de la Colle à proximité immédiate du site de production au Plan-de-Verdon[128].

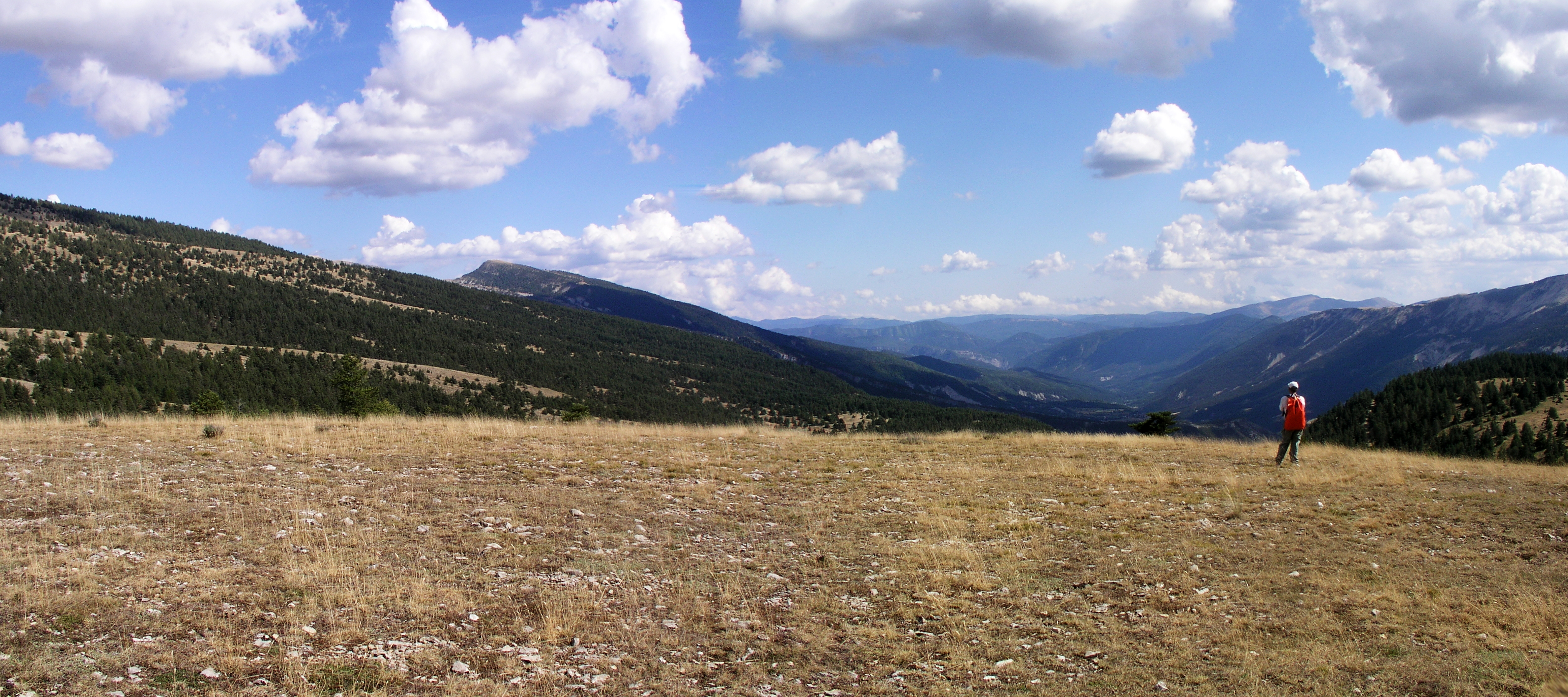
Le plateau de Champlatte dominant la vallée de la Vaïre.

Le 11 mai 2010 les sociétés Winch Energy et BP Solar ont annoncé dans un communiqué de presse commun la création d'un des plus grands sites de production d'énergie photovoltaïque de France, il porterait sur 30 MW s'étendant en altitude sur le plateau de Champlatte sur 40 hectares, et produirait l'équivalent de consommation annuelle de 12 000 ménages. Ce projet est abandonné définitivement.
Une carrière est exploitée par Alpes du Sud matériaux au lieu-dit le Ravin des Eichalets.
Par le passé, la commune a compté d'autres petites industries (voir la rubrique Histoire).

### Activités de services
L'activité touristique reste limitée malgré un certain développement dans les années 1970-1980 avec la station de ski de fond Centre de ski nordique de La Colle-Saint-Michel avec plusieurs commerces, gîte et hébergement. La station dispose de 35 km de pistes balisées sur 8 parcours, la plus longue mesure 23 km. Le domaine s'étend entre 1430 et 1 800 mètres d’altitude.
À Thorame, le lac des Sagnes a servi de point d'attraction touristique mais son exploitation est aujourd'hui abandonnée ; il sert comme un lieu de balade en plein air. Ce lac est une retenue d'eau à usage agricole (irrigation), et son niveau est souvent faible à la sortie de l'été.
La période estivale est aussi l'occasion de manifestations sportives ou de loisir comme le Tour des deux Thorame, course à pied qui attire de nombreux participants, mais aussi VTT, championnat de moto-cross, régates de modèles réduit sur le lac des Sagnes…
Le village de Peyresq abrite des rencontres universitaires chaque été, animées par différentes associations du village ou basées en Belgique. La période estivale offre de nombreuses animations culturelles (festival, fêtes des villages…). La majorité des maisons sont la propriété des associations.
La commune attire depuis les années 1960-1970 de nombreux résidents secondaires, qui le plus souvent achètent une maison ou un appartement. En 2007, la commune comptait 461 logements dont 317 résidences secondaires, soit 68,8 % du total). Cette proportion de logement a toutefois tendance à diminuer du fait de l'augmentation de population permanente.
Malgré la disparition de plusieurs commerces ces dernières années (bar, restaurant, bureau de tabac, garagiste), la commune compte encore plusieurs commerces :
- en hôtellerie et restauration :
  - deux hôtels-restaurants, ainsi qu'une crêperie (en activité saisonnière ou permanente), ils sont situés au chef-lieu et à La Colle-Saint-Michel. L'un d'eux porte le label Bistrot de Pays Au bon accueil[134], il adhère à une charte dont le but est de « contribuer à la conservation et à l’animation du tissu économique et social en milieu rural par le maintien d’un lieu de vie du village »[135].
  - plusieurs gîtes, ainsi que deux campings (camping municipal de Fontchaude en bordure du Verdon, et camping à la ferme à La Colle).

### Services publics
On trouve à Thorame :
- une agence postale (anciennement bureau de plein exercice) dépendant du bureau de Saint-André-les-Alpes, ,
- une école publique[136] comportant une classe primaire et une maternelle,
- un bureau de l'ONF chargé notamment de la surveillance des forêts.

Plusieurs services publics ont disparu.
- Perception

À la suite de la Révolution française, la commune a été le chef-lieu du canton de Thorame formé par les deux communes homonymes de l'an II à 1811, (la population des deux villages était alors de plus de 1 500 habitants ; une perception a été maintenue sur la place jusqu'en juin 1927.
- Douanes

Avant le rattachement du Comté de Nice à la France en 1860, le chef-lieu et le village d'Ondres étaient à quelques heures de marche de la frontière (bien que Thorame n'était pas à proprement parler une ville frontière), comme Colmars et ses hameaux, une brigade ambulante des douanes rattachée à la capitainerie de Colmars était installée à Thorame et à Ondres.
- Ponts et chaussées

Avant la réforme des Ponts et Chaussées dans les années 1960-70, le village accueillait une subdivision avec trois employés.
- Notariat

Depuis le XVe siècle au moins, le village était doté un ou deux notaires, et ce quasiment sans interruption jusqu'au début du XXe siècle. La plupart des archives notariales sont conservées aux Archives départementales, la plus ancienne remonte à 1468, et la plus récente autour de 1905.
- Médecine

Plusieurs médecins sont connus au cours des XVIIe et XVIIIe siècles.
- Chemin de fer

Voir la section Routes et chemin de fer.
- Bureau de poste de plein exercice

Trois bâtiments différents sont connus pour avoir abrité la Poste. Le premier ouvert est un simple bureau de distribution mis en place le 1er décembre 1846 (numéro d'oblitération petit chiffre en 1862 : 3358, puis gros chiffre 3951). Le 1er janvier 1874, il devient bureau de direction de 5e classe (bureau de recette). En 2006, le bureau est transformé en simple agence postale (bureau de recette rurale).

## Culture locale

### Saints patrons et festivités
- Thorame-Haute au XVIIIe siècle célébrait cinq fêtes patronales :
  - Saint-Clair, le 2 janvier
  - Saint-Blaise, le 3 février
  - Saint-Georges, patron de la commune, le 23 avril
  - Saint-Julien, le titulaire de l’église paroissiale, le 28 août.
  - le dimanche de la Trinité.

Aujourd’hui ne subsiste que la Saint-Julien, fête patronale du village, (procession, bal, jeux, concours de pétanque), célébrée chaque année le dimanche suivant le 15 août.
Autrefois le village organisait aussi sur la grande place une foire aux bestiaux qui se tenait annuellement jusque dans les années 1950 (le 23 avril et le premier lundi d'octobre). De nos jours, la période estivale offre une programmation de manifestations culturelles, sportives et festives.
- Pèlerinage de Notre-Dame de la Fleur :

La procession à Notre-Dame de la Fleur qui a lieu le dimanche de la Pentecôte se perpétue depuis plusieurs siècles, avec sa procession et les cérémonies religieuses au sanctuaire. Elle attire encore aujourd'hui de nombreux visiteurs.
- Ondres célèbre sa fête le 10 août sous le vocable de Saint-Laurent.
- À Peyresq, l’église est placée sous le vocable de Notre-Dame de l'Assomption, et la fête a lieu le 15 août.
- L’église de la Colle-Saint-Michel est placée sous le vocable de Saint-Michel, la fête a lieu à la fin juillet.

### Particularité linguistique
D’après les Annales de Haute Provence (no 306, Le Haut Verdon), s’appuyant sur les travaux du docteur Simon-Jude Honnorat, on peut identifier des termes provençaux dont l’usage est plus localisé ; on distingue environ 2 500 termes pour le département dont 600 à l’usage très localisé (à l’échelle d’un village plus ou moins), et une soixantaine pour Thorame. Quelques exemples de locutions thoramiennes :
- Arraire-mégier : attelage utilisé par deux propriétaires différents ayant chacun fourni un animal ;
- La bandalau : rassemblement de personnes important ;
- Devendua : champs en jachère ;
- Dichassoular : cesser de moudre, céder le moulin ;
- Entartugar : enivrer (au sujet du vin) ;
- Eybou : petite faucille ;
- Lou firiglou : lavande ;
- Fouersis, fouerses : ciseaux à tondre les moutons ;
- Ichancar : couper des arbustes à ras de la terre, essarter ;
- Lou marroun : corde de poulies des granges (pour monter le foin) ;
- Rassar : retirer avec un balai le blé sous la paille quand on foule ;
- Tanta-rossa : onomatopée du cri du coq.

### Art religieux
au chef-lieu

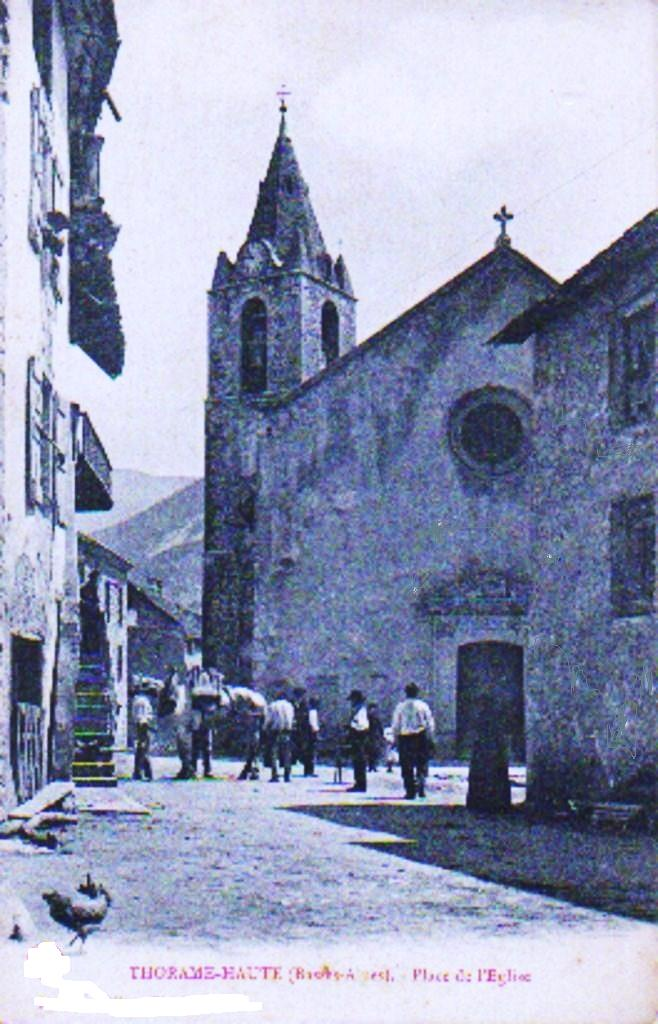
Église de Thorame-Haute au début du XXe siècle.

- L’église paroissiale est sous le titre de saint Julien-Martyr, comme attesté vers 1300, et va s’adjoindre saint Georges comme patron[141]. Elle est détruite en 1574 durant les guerres de religion, elle n’est reconstruite qu’à partir de 1598 ; la nef date du XIXe siècle. Le chœur et la chapelle latérale (du Rosaire, datant de 1539) sont voûtés d’ogives, la nef voûtée d’arcs en berceau[142] : le plafond du chœur est peint d’entrelacs multicolores[143]. L’église est couverte de tuiles de couleur[144]. Elle abrite plusieurs toiles anciennes notamment du peintre Antoine Rouvier (fin du XVIIe s.). Liste des toiles faisant l'objet d'une protection :
  - un Saint-Georges terrassant le dragon du XVIIe siècle, classé monument historique au titre objet[145] ;
  - deux tableaux représentant la naissance et la mort du Christ attribué à Rouvier formant initialement le grand retable (la partie centrale du triptyque ayant disparu), datés du début du XVIIe siècle, classés monuments historiques au titre objet[146] ;
  - un tableau représentant saint Antoine et saint Paul-Ermite, daté du troisième quart du XVIIe siècle, classé monument historique au titre objet[147] ;
  - un tableau placé sur le retable et représentant l’institution du rosaire, datant de la fin du XVIIe siècle, les deux éléments sont classés monument historique au titre objet[148].

Le clocher date des XIVe et XVe siècles.
Dans le mobilier de l’église se trouve :
- un calice en argent, du XVIIe siècle, qui pourrait être l’œuvre de l’orfèvre Lions de Riez (Lions Balthazar), et classé monument historique au titre objet[149] ;
- une statue de la Vierge à l'Enfant, en bois peint et doré, du XVIIIe siècle, classée monument historique au titre objet[150], elle est conservée dans la chapelle du Rosaire et menée en procession chaque année à la chapelle de Notre-Dame de la Fleur.
- La chapelle de Notre-Dame du Serret dominant le village. Désaffectée, elle a été vendue comme bien national à la Révolution avant d’être rachetée par la commune qui l’a utilisé dans les années 1930 comme hangar pour la batteuse communale. Son existence est attestée au XIIIe siècle comme en témoigne un document ancien qui la mentionne comme « église mutilée »[151],[52]. Elle fait aujourd'hui l'objet de travaux importants de rénovation menés par l'Association de sauvegarde du patrimoine culturel de Thorame-Haute qui en est locataire[152],[52] ;

son mobilier contenait une statue de la Vierge à l’Enfant, en albâtre, classée monument historique au titre objet et qui a été déplacée à l’église paroissiale ;
aux abords du chef-lieu
- les chapelles Saint-Roch et Saint-Joseph, toutes deux situées à l’extérieur du village ;
- deux oratoires Notre-Dame et Saint-Antoine, le premier dans le prolongement de la Grand rue (ancien chemin de Colmars) et le second sur la départementale 52 ; il subsiste un troisième oratoire Notre-Dame (anciennement Notre-Seigneur) visible au Pont-Clot sur la rive gauche du Verdon (intersection de la D 955 et de la D 52), il était autrefois situé sur le chemin royal no 10 d'Arles à Barcelonette, aujourd'hui, il est sur un terrain privé. Un autre oratoire se trouvait à proximité de N.-D. du Serret sur le chemin royal (aujourd'hui lotissement des Aires).

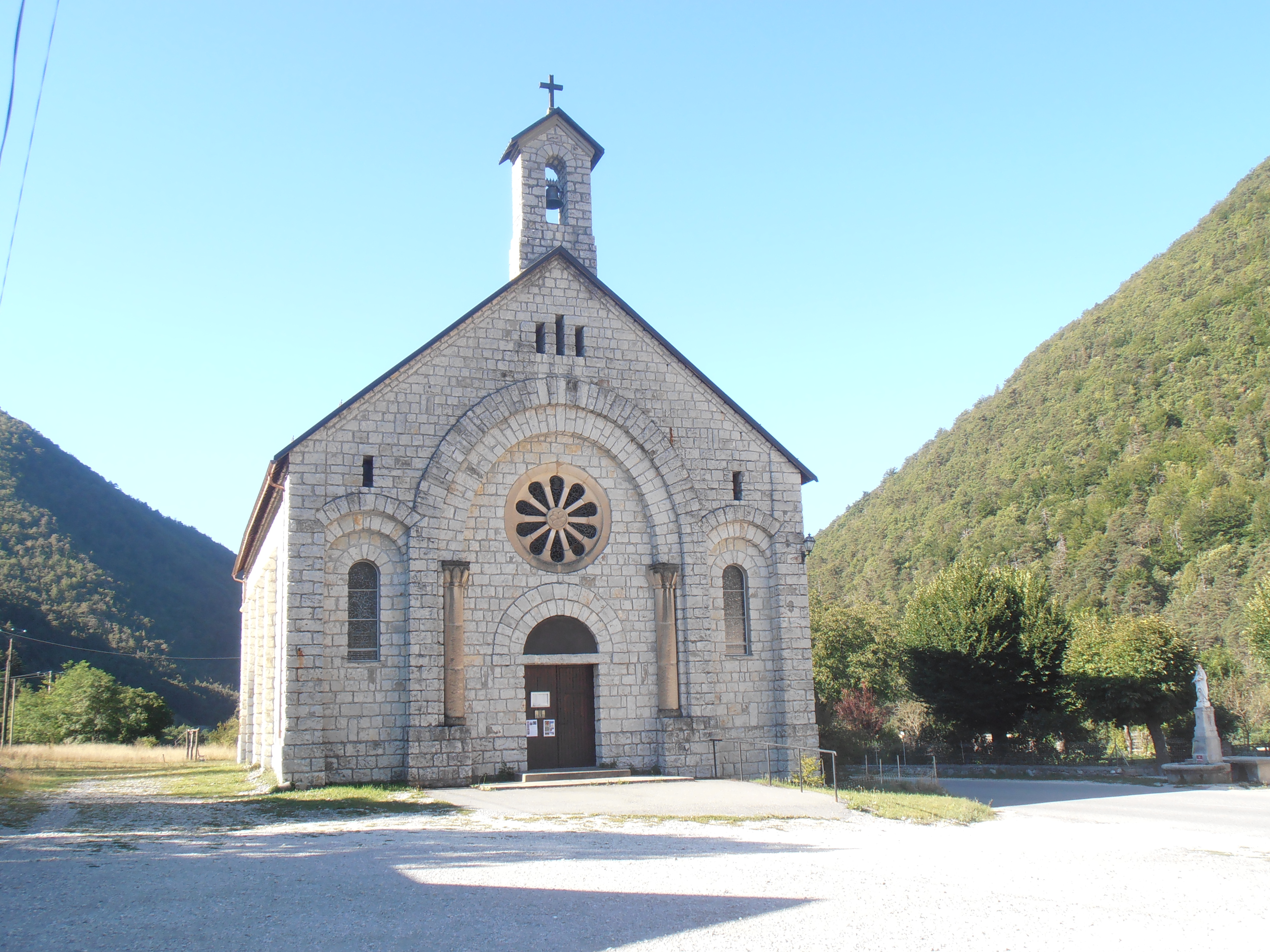
Chapelle Notre-Dame de la Fleur.

à Thorame-Haute-Gare
- Chapelle Notre-Dame de la Fleur

La gare a donné son nom au lieu-dit : Thorame-Haute-Gare, mais localement on l'épelle aussi fréquemment "la Fleur" car c'est aussi le lieu d’implantation d’une chapelle miraculeuse aux origines médiévales : Notre-Dame de la Fleur.
Chaque année a lieu pour Pentecôte une procession au départ de l’église paroissiale avec la statue de la Vierge jusqu'à la chapelle, suivie par des cérémonies religieuses.
À l’occasion des journées européennes du patrimoine, des 19 et 20 septembre 2015, sur le thème du patrimoine du XXe siècle, l’Association pour la sauvegarde du patrimoine culturel de Thorame-Haute a organisé une visite commentée de la chapelle Notre-Dame de la Fleur. L’exposition réalisée à l’occasion du traditionnel pèlerinage de Pentecôte " La nouvelle chapelle et ses trésors", a aussi permis d'y découvrir l’histoire de cet édifice : les vitraux dessinés par l’abbé Juvénal, à l’origine de cette chapelle, et les peintures murales de Philippe Hosiasson, artiste d’origine juive, né à Odessa en Ukraine, qui s'était durant la Seconde guerre mondiale réfugié dans le Haut-Verdon et a, à la fin des années 1940, réalisé les peintures de la chapelle Notre-Dame de Fleur rebâtie par l’abbé Juvénal Pélissier.
Extrait de À l'ombre du clocher - Histoire d'un pays entre Var et Verdon (Les Éditions du Cabri) :
« Au quinzième siècle, un paisible laboureur vivait à Thorame, possesseur d'un modeste troupeau qu'il menait lui-même au pâturage. C'était un chrétien aux mœurs patriarcales. Un jour, il se présente devant les magistrats municipaux affirmant l'apparition d'esprits célestes qui ont marqué, à huit kilomètres de Thorame, l'emplacement d'une chapelle à construire en l'honneur de Marie. Il avait conduit son troupeau dans les parages abandonnés qui avaient fixé le choix de la Sainte Vierge, et pendant qu'il priait, une radieuse apparition ouvrant un coin du ciel, à l'endroit même qui avait été précédemment désigné, renouvelant elle-même sa demande d'un sanctuaire.
Une rose cueillie dans le jardin du ciel fut laissée au berger comme un signe authentique de sa vision, ce qui valut à Marie le titre de Notre-Dame de la Fleur. » Cette version diverge selon les auteurs. Il est impossible de dater précisément cet événement supposé et la construction de la chapelle initiale.
Le bâtiment actuel a été construit entre 1927 et 1947 (ou 1936-1947) par l’abbé Juvénal Pélissier, curé de la paroisse de Thorame-Haute de 1925 à 1955 qui l'a reconstruite seul. Elle a été inaugurée par Monseigneur Cosme-Jorcin le 26 mai 1947. Ses vitraux représentent différentes essences de fleurs de la vallée ainsi que plusieurs églises et chapelles du Haut Verdon et de la Vaïre. Sa toiture a la particularité d'être recouverte de plaques de cuivre.
à Peyresq
L’église Notre-Dame de l'Assomption dont la nef comprend deux travées voûtées en berceau brisé, est un monument historique inscrit. Sa date de construction est malaisée à évaluer : son style correspond à la seconde moitié du XIIe siècle, mais l’archaïsme propre à la région la ferait plutôt remonter au milieu du XIIIe siècle pour Raymond Collier. Sa façade est ornée d’un cadran solaire avec la légende « vulnerant omnes, ultima necat » (en latin : elles blessent toutes, la dernière tue). On trouve aussi à l'extérieur du village la petite chapelle Saint-Barthélémy et l'oratoire Saint-Restitu.
à Ondres
Église Saint-Laurent, qui est également le saint patron du village ; la paroisse d'Ondres était une succursale de celle de Thorame à partir de la fin du XVIIe siècle, l’actuelle église remonte au XIXe siècle seulement, la première datait de 1624, et se trouvait à côté du cimetière. On trouve également un oratoire Notre-Dame dans le village.
à La Colle-Saint-Michel
Ancienne église paroissiale sous le vocable de Saint-Michel, probablement du XIXe siècle. Parmi son mobilier, un calice en argent, du XVIIIe siècle. Dans la rue principale se trouve aussi l'oratoire Saint-Michel (dit aussi Sainte-Barbe).

### Autre architecture médiévale
- Château de Tracastel (ou Tra Castel), désigné aussi comme Fort Saint-Georges, (aujourd'hui situé sur terrain privé) est donné comme château médiéval par Raymond Collier[160]. Restes du "château Saint-Georges", pour lequel les barons de Castellane prête hommage au comte de Provence en 1126. Il est ruiné depuis 1574[161]. Comme de nombreux villages de la région, Thorame n'est pas épargnée par les guerres de religion (voir Histoire, section Moyen Âge). De nos jours subsistent quelques murs d'enceinte qui donnent une idée de son importance (les ruines s'étendent sur plus de 100 mètres de long). Au sommet des pans de murs renversés laissent à penser qu'il s'y trouvait une tour comme à Thorame-Basse (tour de Piégut).

### Génie civil

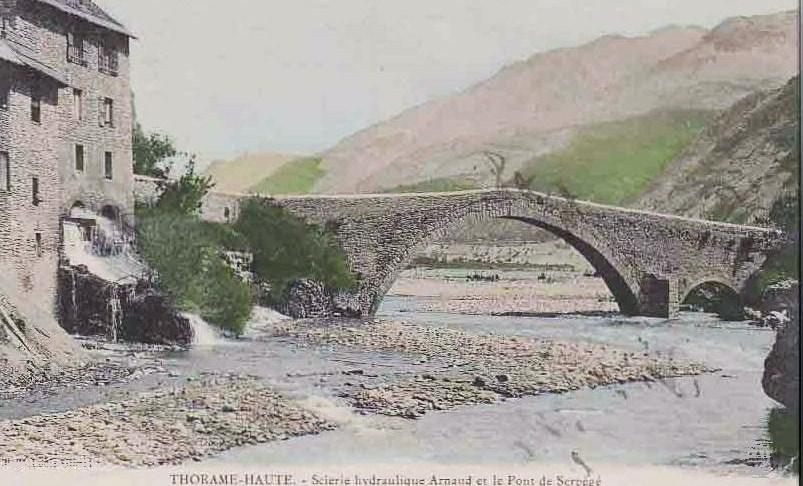
Pont du Moulin et scierie (ancien moulin) vers 1900

Le relief difficile impose la construction de nombreux ouvrages de franchissement, autant pour le réseau routier que pour le réseau ferroviaire. Les principaux signalés par la bibliographie sont :
- le pont du Moulin, (ou ancien pont d’Ondres), est un pont muletier qui desservait le village d’Ondres. Il est construit en dos d’âne sur deux arches, ce qui est exceptionnel pour l’époque de sa construction (1685-1688, bien que Raymond Collier en voit trois[162]). Les arches très inégales ont 17 et 9 m de portée[163], pour une longueur totale de 41 m et une largeur de 2,3 m[164]. Il est classé monument historique[165]. Il est désaffecté en 1881 avec la construction d’une passerelle en bois longue, plus en amont[164] ; après plusieurs années de fermeture pour raison de sécurité, les poutres en bois ont été remplacés par des poutrelles d'acier ;
- le pont de la Fleur, sur le Verdon, est cité dans l’ouvrage de Philippe Autran, Guy Barruol, Jacqueline Ursch, D'une rive à l'autre : les ponts de Haute-Provence de l’Antiquité à nos jours ;
- petit pont sur le Riou Sec, situé sur un ancien chemin, tout près du pont du Moulin (milieu XIXe siècle)[166] ;
- en aval de la gare, le viaduc de la Condamine d'une longueur de 47 m avec 3 arches de 10 m[167] ;
- et en amont de la gare :
  - le viaduc ferroviaire de Thorame (dans le prolongement du passage à niveau de la gare) qui enjambe le Verdon d'une longueur totale de 88 m sur 3 arches ;
  - le pont du Plan de Lys à 2 arches de 20 m et long de 61 m[168] sur le Verdon qui permet au train de pénétrer dans le tunnel ;
  - le tunnel de la Colle-Saint-Michel : long de 3 457 mètres, son tracé définitif a été arrêté en 1898, les travaux commencent en 1900 ;
  - le pont de la Vaïre d'une longueur de 20 m à la sortie immédiate du tunnel.

### Architecture civile

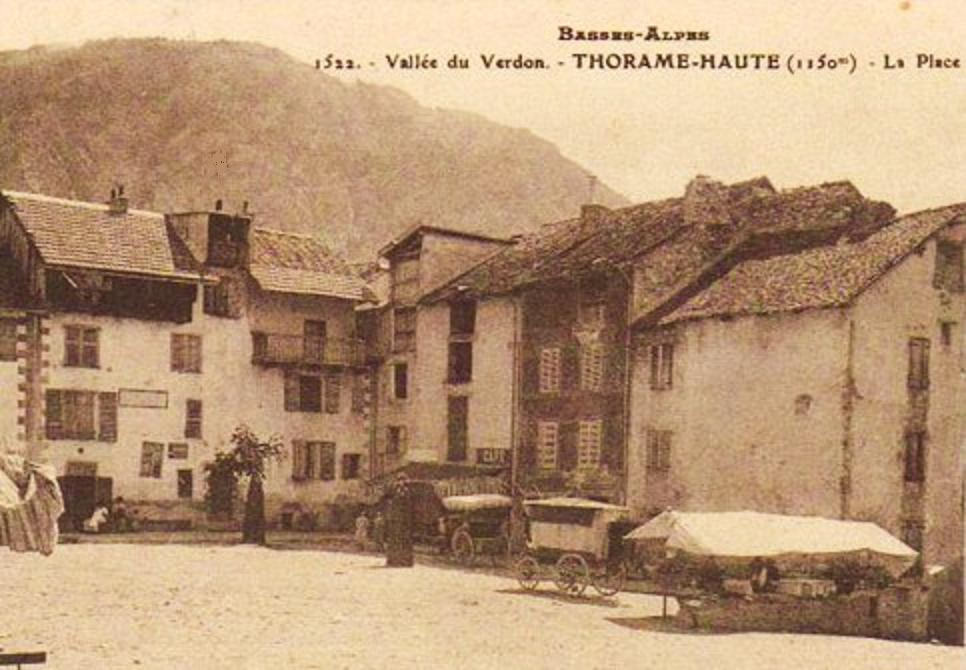
Marché sur la place du village aux maisons encore recouvertes des toitures traditionnels (vers 1900).

Du point de vue de la couverture traditionnelle des maisons, Thorame-Haute se trouve à la transition entre les zones provençale (tuile romaine) et couverture en bardeau, tout en étant du côté du bardeau,. Toutefois, depuis une soixantaine d'années, la tôle occupe une place importante ; la tôle ondulée d'acier, ayant tendance à rouiller, est progressivement remplacée par de la tôle plate colorée.
Avant l'arrivée de nouveaux matériaux de couvertures les toitures du village de Thorame étaient couvertes de tuiles de « type écaille », tuiles plates dont la partie inférieure était parfois arrondie, notamment sur les édifices religieux. La toiture de l'église paroissiale était entièrement recouverte de ces tuiles, celles-ci étaient colorées et vernies formant un motif en forme de chevrons. La toiture a été remplacée dans les années 2000 par des tuiles assez ressemblantes. Deux anciennes tuiles récupérées par l'association pour la sauvegarde du patrimoine culturel de Thorame-Haute, présentaient des gravures sur la face inférieure dont l’une avec la date 1770. Aujourd'hui, les toitures en tuiles anciennes ont quasiment disparu (la toiture de N. D. du Serret a été remplacée avec des tuiles anciennes). À l'extérieur du village, des cabanes situées dans les champs présentent plus souvent des couvertures en bardeaux de mélèze. Les chapelles Saint-Roch et Saint-Joseph sont également couvertes de bardeaux. Les autres villages de la commune sont aussi couverts en bois, plus présent en altitude (Peyresq, Ondres, La Colle).
Autres éléments d'architecture édilitaire et civile :
Sur une maison de la Grand'rue, se trouve un cadran solaire daté de 1741, portant l'inscription pense à toute heure à ton éternelle demeure. Sur la place principale, deux cadrans solaires similaires, au décor à colonnes, datent de 1815 : l'un porte la légende « Mortels, vos plaisirs sans nombre se perdent avec mon ombre »  ; l’autre, restauré en 1990, porte la légende « Gnomoni umbra horis croesi horas aequat egeni » (en latin : l’ombre du gnomon donne des heures égales aux riches et aux pauvres) ; le cadran de la rue du Subret, daté de 1818, est en très mauvais état.
Autres :

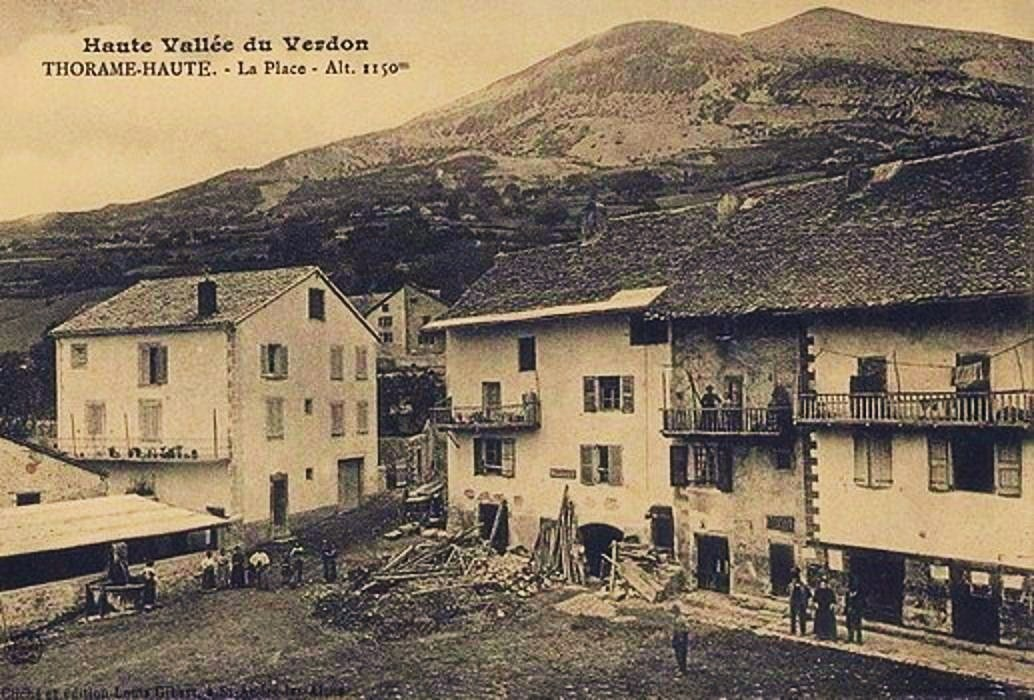
Place de Thorame-Haute vers 1900.

- trois maisons du chef-lieu sont datées d'après leur linteau d’avant 1650 (dont la maison à la gorgone près de l'église), et trois autres du XVIIIe siècle[174] ;
- 6 fontaines dont 2 accompagnées d’un lavoir et 1 lavoir seul, au chef-lieu, fontaine lavoir à Ondres, Peyresq et La Colle, abreuvoir à Ondres, La Colle et Peyresq ;
- anciennes fabriques (scieries, draperies à Thorame) aujourd’hui entièrement ruinés et moulins hydrauliques fermés au XIXe ou au XXe siècle, deux à Ondres : un pour l'huile de noix, l'autre pour la farine, ancien Moulin du Ray à Peyresq ;
- à La Colle-Saint-Michel, l'ancien hôtel Balp a une porte à arc surbaissé, typique de l'art gothique du XVIe siècle[175];
- villages typiques d'altitude : Peyresq (la maison massive de la placette, de la fin du XVe ou du début du suivant, est l’ancienne maison seigneuriale[176]) et Ondres.

### Sites naturels
- Haute vallée du Verdon et nombreux torrents affluents.
- Territoires boisés.
- Source de Fontgaillarde.
- Gorges de Saint-Pierre (partagées avec la commune de Beauvezer).
- Lac artificiel des Sagnes.
- Faune et flore (végétation et insectes rares sur Peyresq, vipère d'Orsini, espèce protégée, animaux d'altitude : chamois, chevreuils…)
- Site pittoresque du village de La Colle-Saint-Michel, sur une arête séparant les vallées du Verdon et de la Vaïre.
- Source de la Vaïre à Peyresq.
- Sites et panoramas de haute montagne.

### Sports et loisirs de plein air
- Randonnée pédestre ou VTT :
- Montagne du Grand Coyer
- Grande traversée des Préalpes
- GR de pays Tour du Haut Verdon

Sports aquatiques :
- Descente du Verdon
- Canyoning (sur le Riou d'Ondres)

## Associations locales
La commune compte de nombreuses associations. Sur Thorame :
- l'Association du syndicat libre de Serpeigier : elle relève de la loi du 21 juin 1865. Elle regroupe les ayants droit indivis descendants de familles thoramiennes depuis sa création en 1793. Elle a pour but d’assurer la surveillance et la réalisation dans les meilleures conditions possibles l’assiette et le martelage des coupes, la vente des produits forestiers et d’employer le produit des coupes à des utilités collectives de la commune. Il s'agit en quelque sorte de "subventions". L’origine de cette organisation est un procès opposant les habitants à leur créancier au XVIIIe siècle.
- l'association Patrimoine culturel de Thorame-Haute[177], crée en 1991 par Lucienne Roubin, elle contribue à la préservation du patrimoine sous toutes ses formes et documente l'histoire et les monuments locaux[178].
- l'Association pour la sauvegarde du Pont du Moulin de Thorame-Haute, crée en 2017 par Marc Jauniaux. Elle a pour but de promouvoir toute activité propre à sauvegarder et entretenir le pont du moulin de Thorame-Haute et ses alentours[179].
- La saint-Hubert thoramienne, société de chasse créée en août 1925.

Les villages et hameaux :
- Les Amis de La Colle-Saint-Michel.
- L'Association pour la sauvegarde d'Ondres, son pont et son environnement.

À Peyresq, plusieurs associations relevant du droit belge (association sans but lucratif ASBL) mais reconnues en France, parmi elles :
- Pro Peyresq ASBL[180].
- ASBL Nicolas-Claude Fabri de Peiresc qui se définit comme l'Association européenne pour la culture et l'humanisme artistique et scientifique.
- ainsi que Peyresq foyer d'humanisme qui dépend de la précédente[181].
- "Village de Peyresq" (association loi de 1901) étudie notamment le patrimoine et l'histoire du village.

## Personnalités liées à la commune
Religieux :
- Juvénal Pellissier (abbé)[182], né à Allos le 1er janvier 1879, curé de Méailles et Peyresq en 1920, puis de Thorame-Haute, Peyresq et La Colle-Saint-Michel de 1925 à 1955, Chapelain de Notre-Dame de la Fleur. Il était très actif et a reconstruit personnellement la chapelle Notre-Dame de la Fleur entre 1936 et 1945 ; c'est le neveu du chanoine Jean-Esprit Pellissier, curé d'Allos et historien de cette commune, son frère est également connu comme prêtre.
- Raymond de Caluwé (abbé), né à Lokeren (Belgique) le 4 novembre 1911, décédé le 4 avril 1998, ancien missionnaire, curé de Beauvezer et Thorame-Haute de 1955 à 1977, dernier Chapelain de Notre-Dame de la Fleur. Prêtre d'origine belge à la personnalité atypique, passionné d'électronique, il a participé à l'installation de la télévision pour le village avant l'arrivée du service public.
- Pierre François de Pazery de Thorame et ses deux neveux Joseph Thomas et Jules Honoré Cyprien, tous trois prêtres, issus du dernier seigneur du village, sont morts massacrés le 2 septembre 1792 à la prison des Carmes de Paris durant la Révolution française[183].

Scientifiques et littéraires :
- Lucienne Roubin (1924-1999). Ethnologue, historienne. Elle a travaillé au Centre national de la recherche scientifique en tant qu'ethnologue. Elle a laissé une littérature très riche. Localement, elle est la fondatrice de l'Association pour la sauvegarde du patrimoine culturel de Thorame-Haute.
- Louise Navello-Sgaravizzi, habitante occasionnelle de Peyresq, historienne de l'Université de Nice.
- Léon Richard[184], né à Aix-en-Provence en 1791, instituteur du village pendant 35 ans, puis au moins neuf années à Ondres, homme lettré, il est l'auteur de diverses traductions latines et de textes illustrant le contexte politique après la Révolution, jusqu'au milieu du XIXe siècle. Plusieurs de ces écrits sont conservés à la Bibliothèque nationale de France[185].
- Paul Mieille (1859-1933), professeur de langue anglaise, pacifiste et espérantiste.

Élus :
- Gaston Roux, conseiller général du canton de Colmars dans les années 1950-1960.
- Klébert Cortez, maire dans les années 1950-1960, il a contribué à la modernisation du village et à imposer des règles en matière de salubrité publique et d'hygiène.

Artistes :
- Melchior Liboà, chanteur originaire du village (mélange de rock et chanson française).

Autres :
- Marion Raïsi, championne de planche à voile originaire du village (2008 : 1re championne de France FFV, 2e coupe de France de vitesse, 2007 : 3e championnat du monde de slalom).
- Yves Roux, qui préside la Société Fraternelle des Alpins de Haute Provence à Paris, fondée en 1888.